# فهرست شهرها و روستاهای آلاباما

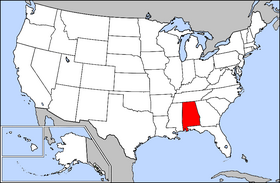
نقشهٔ ایالات متحدهٔ آمریکا و آلاباما

فهرست شهرهای ایالت آلاباما و جمعیت شهرها بر پایهٔ داده‌های سرشماری سال ۲۰۱۰

## شهرها و روستاهای ثبت شده

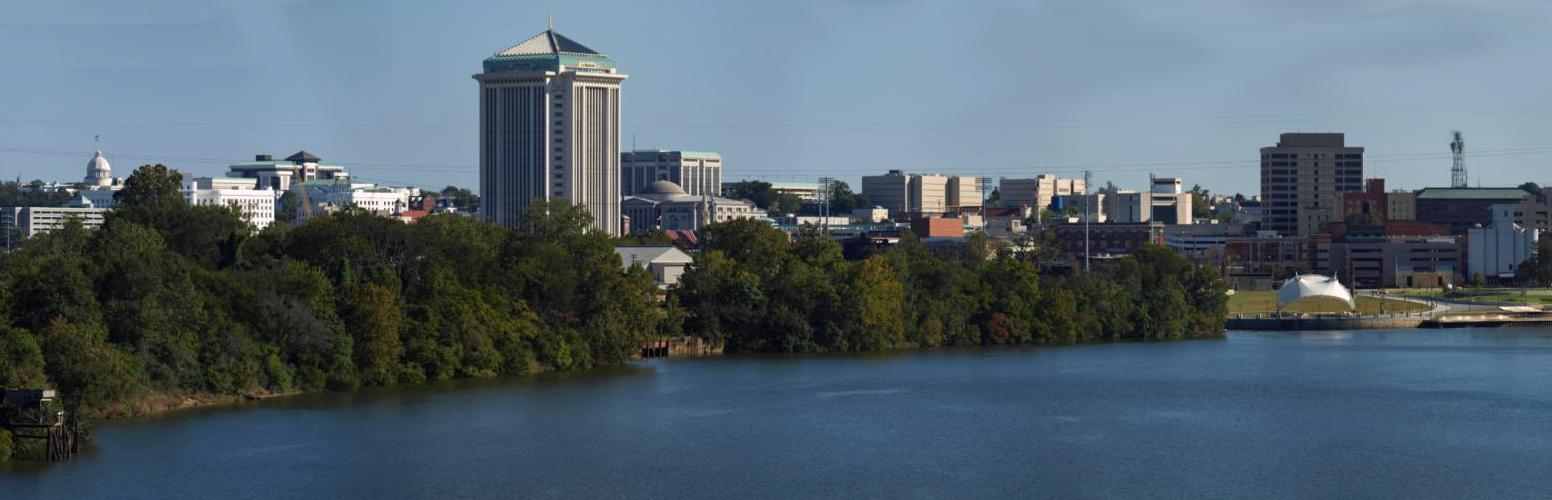
مونتگمری, پایتخت آلاباما

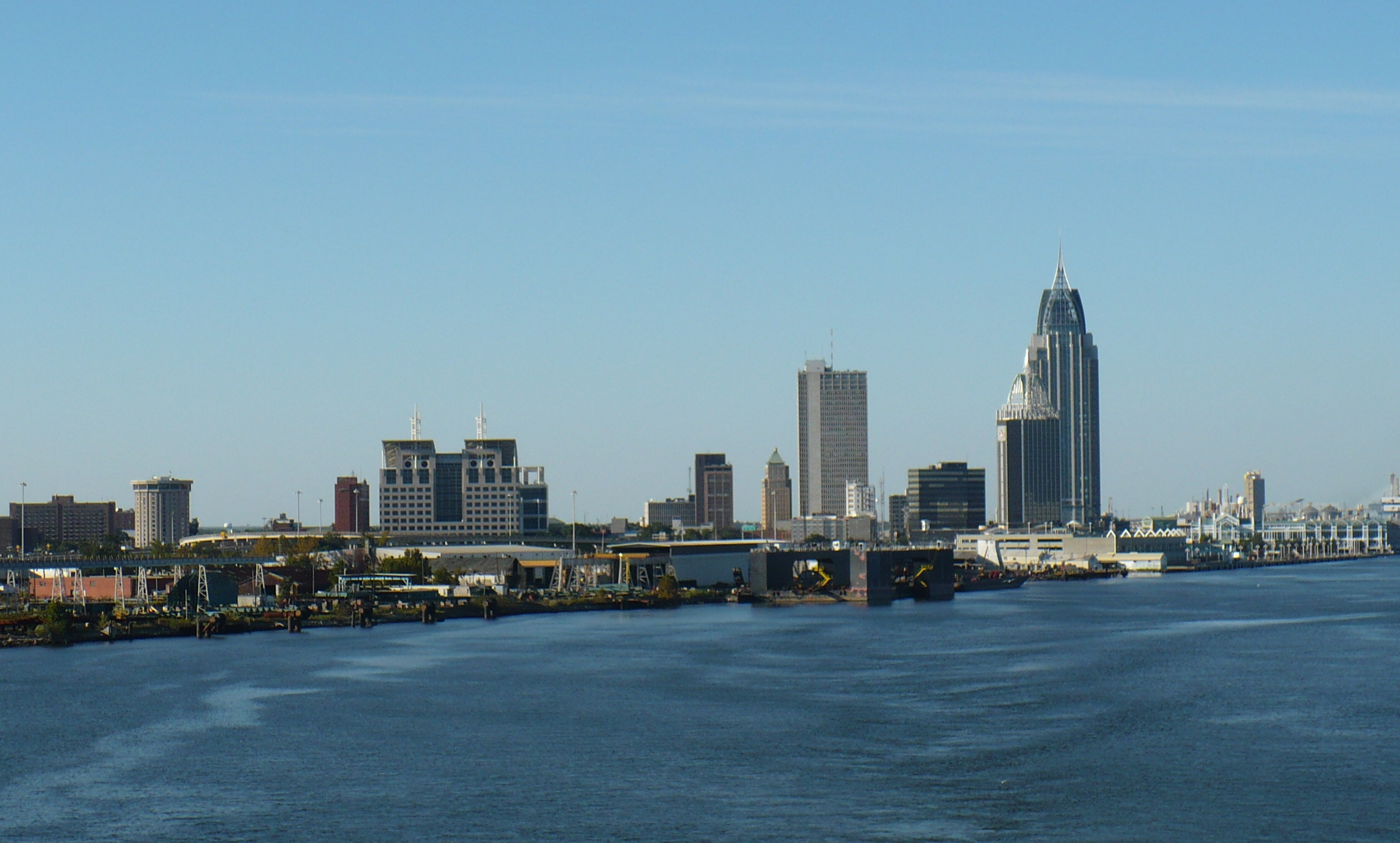
موبیل

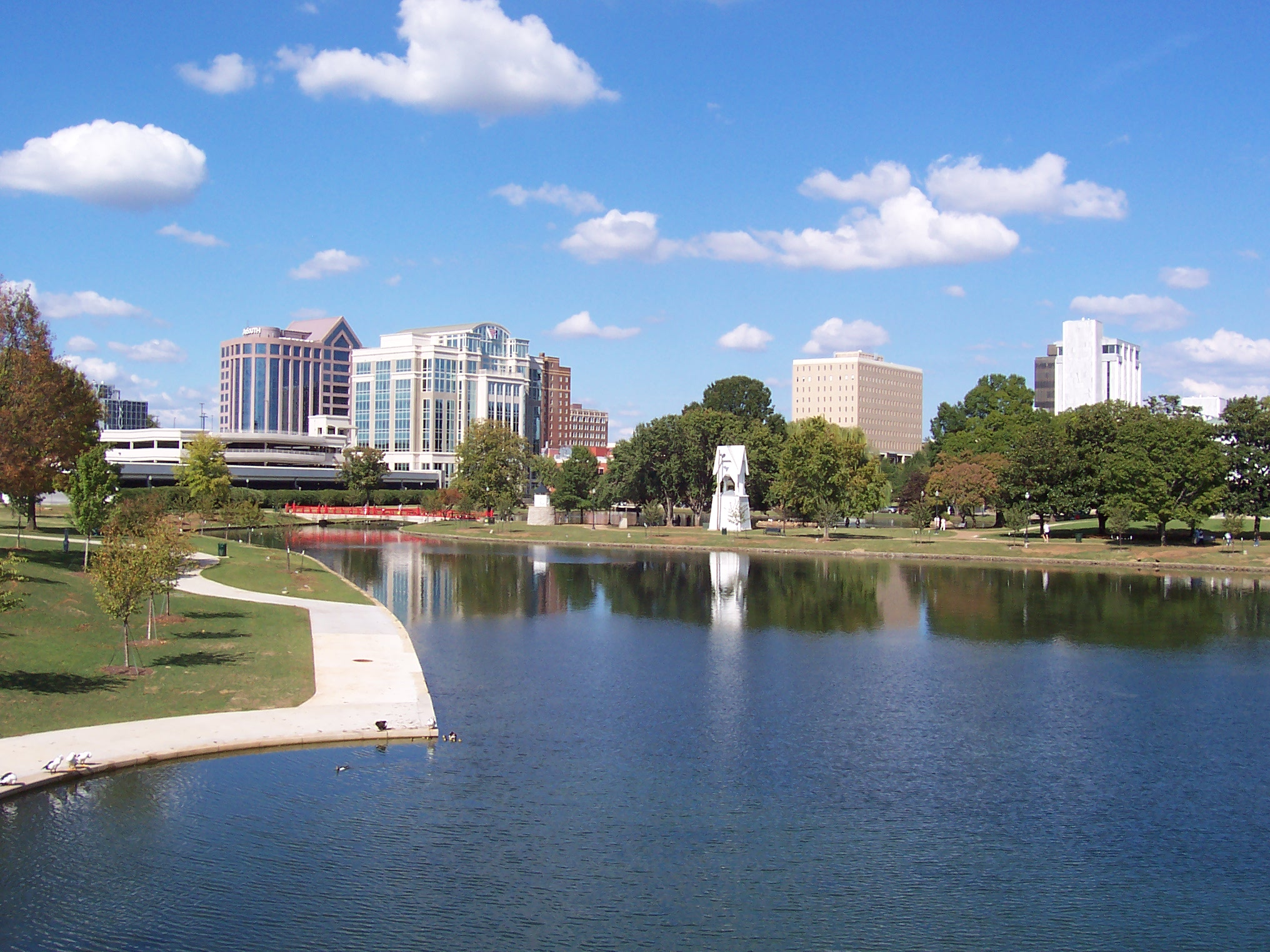
هانتسویل، آلاباما

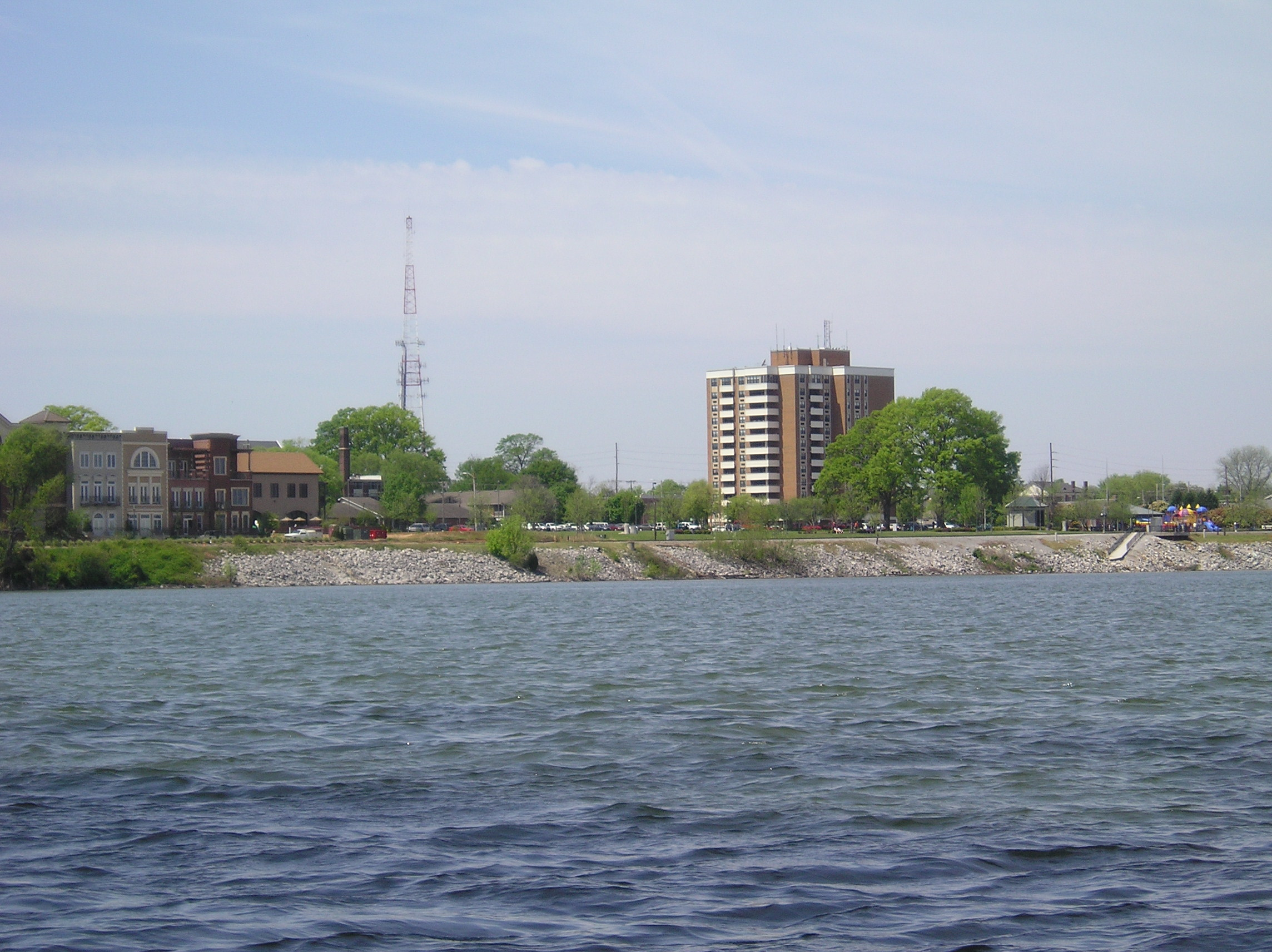
دیکیتر، آلاباما

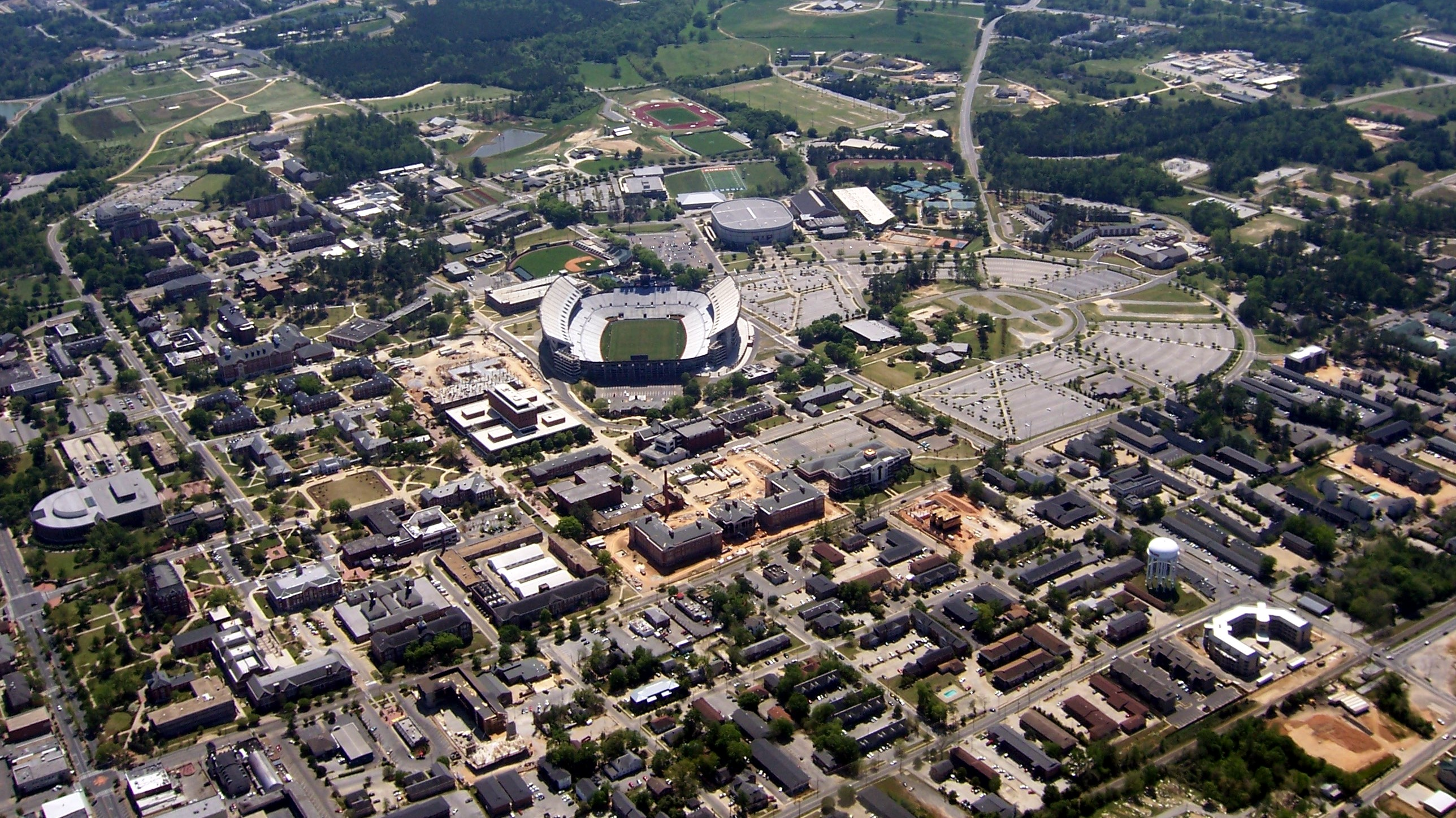
آوبرن

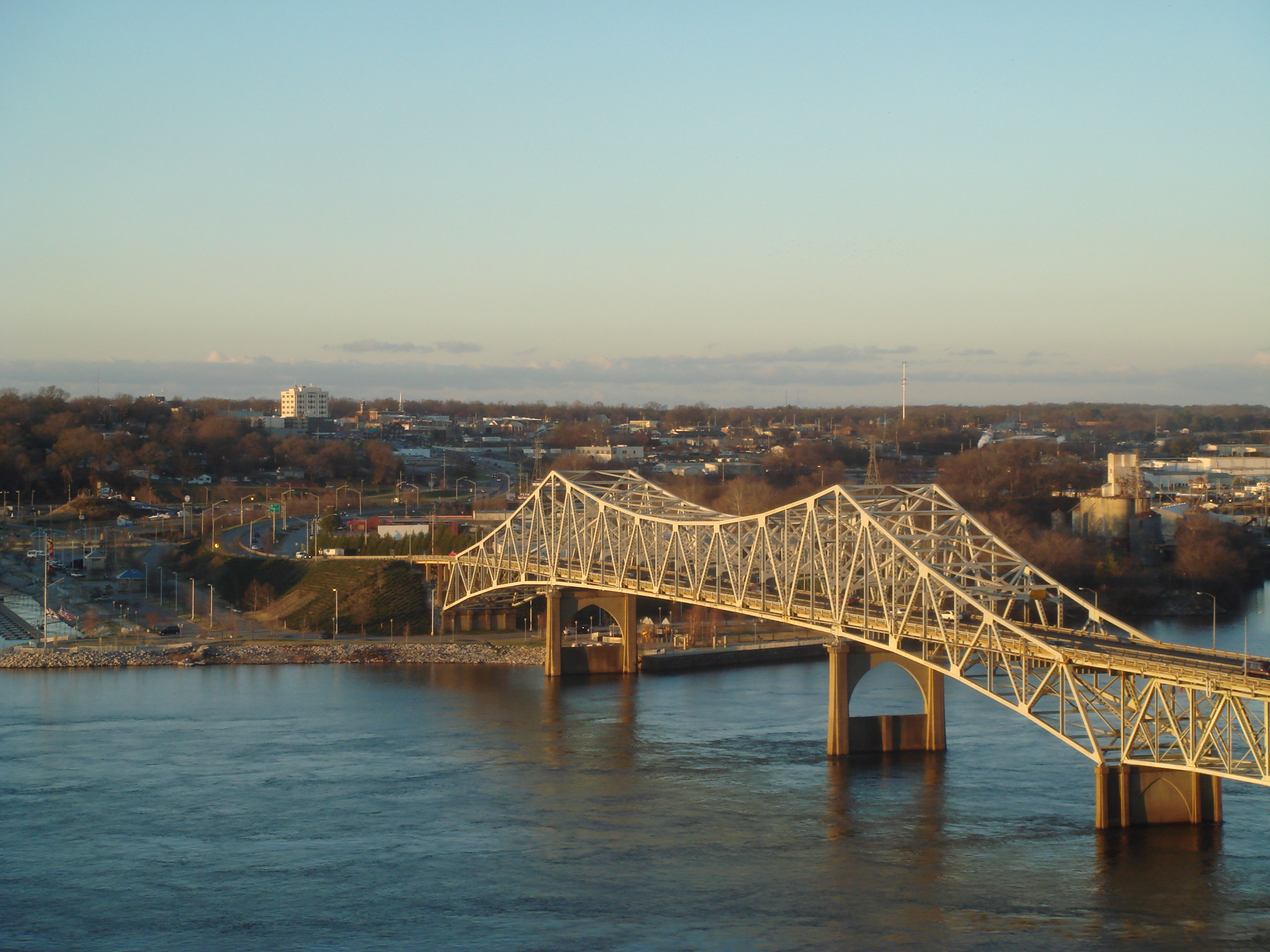
فلارنس، آلاباما

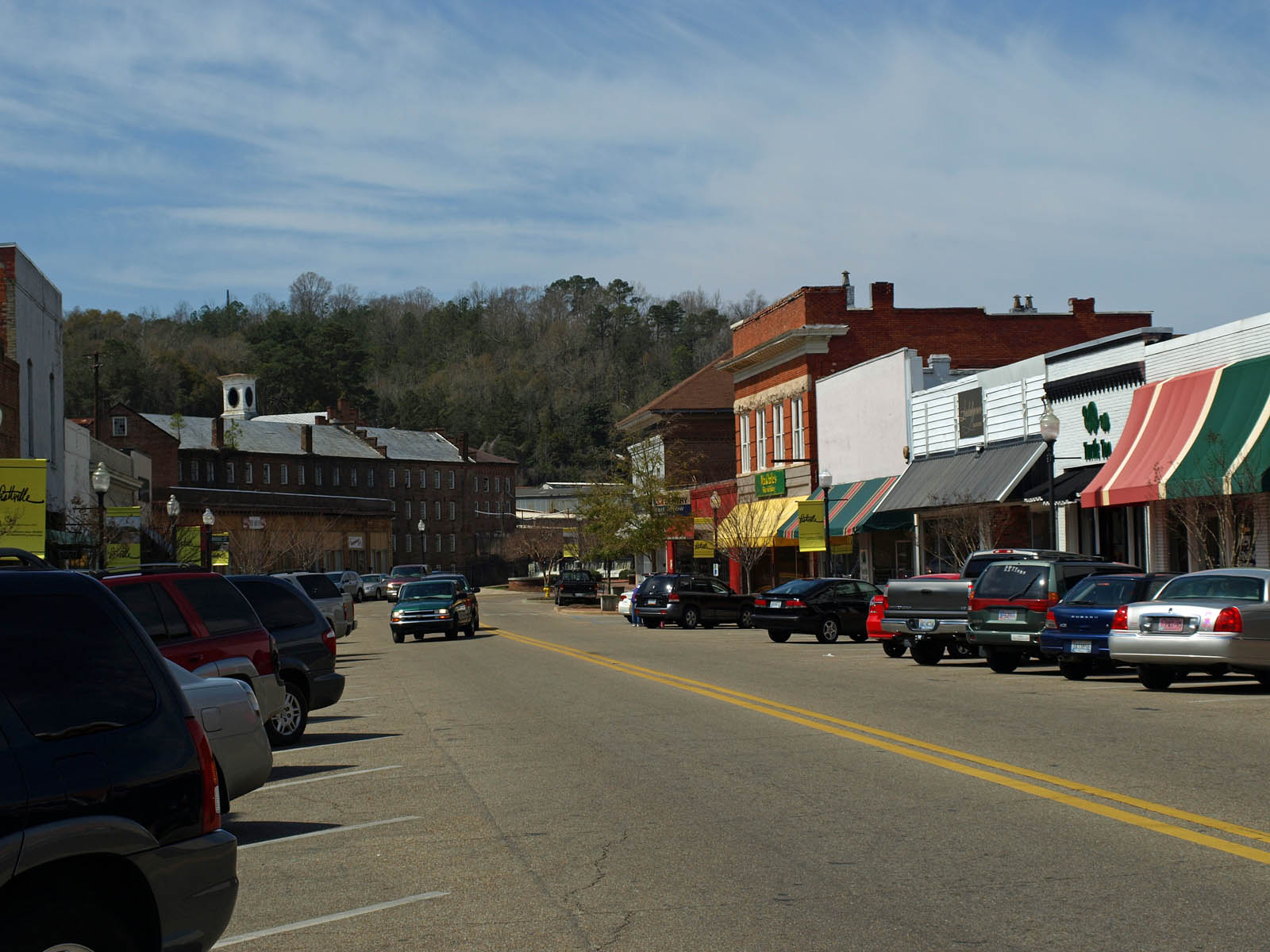
پرتویل، آلاباما

| نام                            | شهرستان[A]              | جمعیت (۲۰۱۰) | مساحت (۲۰۱۰)       | تراکم (۲۰۱۰)                |
| ------------------------------ | ----------------------- | ------------ | ------------------ | --------------------------- |
| ابویل                          | هنری                    | 2.712        | ۴۰٫۳۶ کیلومترمربع  | ۶۶٫۶ نفر در کیلومترمربع     |
| آدامزویل                       | جفرسون                  | 4.639        | ۶۵٫۱۱ کیلومترمربع  | ۶۹٫۴۵ نفر در کیلومترمربع    |
| آدیسون                         | وینستون                 | ۷۵۸          | ۹٫۸۴ کیلومترمربع   | ۷۷٫۰۳ نفر در کیلومترمربع    |
| اکرون                          | هیل                     | ۳۵۶          | ۱٫۷۹ کیلومترمربع   | ۱۹۸٫۸۸ نفر در کیلومترمربع   |
| آلاباستر                       | شلبی                    | ۳۰٬۳۵۲       | ۶۵٫۶۱ کیلومترمربع  | ۴۶۲٫۶۱ نفر در کیلومترمربع   |
| آلبرتویل                       | مارشال                  | ۲۱٬۱۶۰       | ۶۹٫۰۴ کیلومترمربع  | ۳۰۶٫۴۹ نفر در کیلومترمربع   |
| آلکساندر سیتی                  | تالاپوسا                | ۱۴٬۸۷۵       | ۱۰۶٫۵۱ کیلومترمربع | ۱۳۹٫۶۶ نفر در کیلومترمربع   |
| آلیسویل                        | پیکنز                   | ۲٬۴۸۶        | ۱۱٫۸۱ کیلومترمربع  | ۲۱۰٫۵ نفر در کیلومترمربع    |
| آلگود                          | بلاونت                  | ۶۲۲          | ۲٫۶۹ کیلومترمربع   | ۲۳۱٫۲۳ نفر در کیلومترمربع   |
| آلتونا                         | اتوا بلاونت             | ۹۳۳          | ۱۱٫۲۱ کیلومترمربع  | ۸۳٫۲۳ نفر در کیلومترمربع    |
| آندالوسیا                      | کاوینگتون               | ۹٬۰۱۵        | ۵۱٫۳۱ کیلومترمربع  | ۱۷۵٫۷ نفر در کیلومترمربع    |
| اندرسون                        | لودردیل                 | ۲۸۲          | ۳٫۳۵ کیلومترمربع   | ۸۴٫۱۸ نفر در کیلومترمربع    |
| آنیستون                        | کلهون                   | ۲۳٬۱۰۶       | ۱۱۸٫۳۷ کیلومترمربع | ۱۹۵٫۲ نفر در کیلومترمربع    |
| ارب                            | مارشال کالمن            | ۸٬۰۵۰        | ۳۳٫۹۷ کیلومترمربع  | ۲۳۶٫۹۷ نفر در کیلومترمربع   |
| آردمور                         | لایمستون                | ۱٬۱۹۴        | ۵٫۳۱ کیلومترمربع   | ۲۲۴٫۸۶ نفر در کیلومترمربع   |
| آرگو                           | سینت کلیر جفرسون        | ۴٬۰۷۱        | ۲۸٫۰۵ کیلومترمربع  | ۱۴۵٫۱۳ نفر در کیلومترمربع   |
| آریتون                         | دیل                     | ۷۶۴          | ۱۳٫۱۸ کیلومترمربع  | ۵۷٫۹۷ نفر در کیلومترمربع    |
| آرلی                           | وینستون                 | ۳۵۷          | ۹٫۷۷ کیلومترمربع   | ۳۶٫۵۴ نفر در کیلومترمربع    |
| اشفورد                         | هوستون                  | 2.163        | ۱۶٫۳۷ کیلومترمربع  | ۱۳۱٫۲۲ نفر در کیلومترمربع   |
| اشلند                          | کلی                     | ۲٬۰۳۷        | ۱۹٫۰۵ کیلومترمربع  | ۱۰۶٫۹۳ نفر در کیلومترمربع   |
| اشویل                          | سینت کلیر               | ۲٬۲۱۲        | ۵۰٫۲۵ کیلومترمربع  | ۴۴٫۰۲ نفر در کیلومترمربع    |
| آتن                            | لایمستون                | ۲۱٬۸۹۷       | ۱۰۳٫۰۵ کیلومترمربع | ۲۱۲٫۴۹ نفر در کیلومترمربع   |
| آتمور                          | اسکامبیا                | ۱۰٬۱۹۴       | ۵۶٫۷۹ کیلومترمربع  | ۱۷۹٫۵ نفر در کیلومترمربع    |
| آتالا                          | اتوا                    | ۶٬۰۴۸        | ۱۸٫۰۸ کیلومترمربع  | ۳۳۴٫۵۱ نفر در کیلومترمربع   |
| آوبرن                          | لی                      | ۵۳٬۳۸۰       | ۱۵۳٫۰۶ کیلومترمربع | ۳۴۸٫۷۵ نفر در کیلومترمربع   |
| آتوگاویل                       | اوتوگا                  | 1.200        | ۲۰٫۲۶ کیلومترمربع  | ۴۲٫۹۴ نفر در کیلومترمربع    |
| آوون                           | هوستون                  | 800          | ۶٫۹۱ کیلومترمربع   | ۷۸٫۵۸ نفر در کیلومترمربع    |
| بابی                           | کاوینگتون               | 632          | ۳۰٫۰۱ کیلومترمربع  | ۲۰٫۰۹ نفر در کیلومترمربع    |
| بایلیتون                       | کالمن                   | 880          | ۱۳٫۷۷ کیلومترمربع  | ۴۴٫۳ نفر در کیلومترمربع     |
| بیکرهیل، آلاباما               | باربر                   | ۲۷۹          | ۷٫۱۲ کیلومترمربع   | ۳۹٫۱۹ نفر در کیلومترمربع    |
| بنکس                           | پایک                    | ۱۷۹          | ۵٫۱۵ کیلومترمربع   | ۳۴٫۷۶ نفر در کیلومترمربع    |
| بی مینت                        | بالدوین                 | ۸٬۰۴۴        | ۲۲٫۳۶ کیلومترمربع  | ۳۵۹٫۷۵ نفر در کیلومترمربع   |
| بایو لا باتر                   | موبایل                  | ۲٬۵۵۸        | ۱۹٫۷۴ کیلومترمربع  | ۱۲۹٫۵۸ نفر در کیلومترمربع   |
| بیر کریک                       | ماریون                  | ۱٬۰۷۰        | ۳۵٫۶۴ کیلومترمربع  | ۳۰٫۰۲ نفر در کیلومترمربع    |
| بآتریس                         | مونرو                   | ۳۰۱          | ۳٫۵ کیلومترمربع    | ۸۶ نفر در کیلومترمربع       |
| بیورتون                        | لامار                   | ۲۰۱          | ۱۱٫۸۸ کیلومترمربع  | ۱۶٫۹۲ نفر در کیلومترمربع    |
| بلک                            | فایت                    | ۲۱۵          | ۳٫۵۹ کیلومترمربع   | ۵۹٫۸۹ نفر در کیلومترمربع    |
| بنتون                          | لاوندز                  | ۴۹           | ۰٫۸۷ کیلومترمربع   | ۵۶٫۳۲ نفر در کیلومترمربع    |
| بری                            | فایت                    | ۱٬۱۴۸        | ۲۷٫۹ کیلومترمربع   | ۴۱٫۱۵ نفر در کیلومترمربع    |
| بسمر                           | جفرسون                  | 27.552       | ۱۰۳٫۶۴ کیلومترمربع | ۲۶۴٫۹۲ نفر در کیلومترمربع   |
| بیلینگزلی                      | اوتوگا                  | ۱۴۴          | ۳٫۳۹ کیلومترمربع   | ۴۲٫۴۸ نفر در کیلومترمربع    |
| برمینگهم، آلاباما              | جفرسون شلبی             | ۲۱۲٬۲۳۷      | ۳۸۴٫۸۹ کیلومترمربع | ۵۵۱٫۴۲ نفر در کیلومترمربع   |
| بلک (شهرستان جینیوا)           | جنیوا                   | ۲۰۷          | ۷٫۹۸ کیلومترمربع   | ۲۵٫۹۴ نفر در کیلومترمربع    |
| بلانتسویل                      | بلاونت                  | ۱٬۶۸۴        | ۱۴٫۲۱ کیلومترمربع  | ۱۱۸٫۵۱ نفر در کیلومترمربع   |
| بلو اسپرینگز                   | باربر                   | ۹۶           | ۷٫۵ کیلومترمربع    | ۱۲٫۸ نفر در کیلومترمربع     |
| بواز                           | مارشال اتوا             | ۹٬۵۵۱        | ۳۷٫۸۵ کیلومترمربع  | ۲۵۲٫۳۴ نفر در کیلومترمربع   |
| بولیگی                         | گرین                    | ۳۲۸          | ۱۰٫۲۷ کیلومترمربع  | ۳۱٫۹۴ نفر در کیلومترمربع    |
| بون ایر                        | تالادیگا                | ۱۱۶          | ۳٫۴۵ کیلومترمربع   | ۳۳٫۶۲ نفر در کیلومترمربع    |
| برانتلی                        | کرنشا                   | ۸۰۹          | ۸٫۱۸ کیلومترمربع   | ۹۸٫۹ نفر در کیلومترمربع     |
| برنت                           | بیب                     | ۴٬۹۴۷        | ۲۲٫۸۱ کیلومترمربع  | ۲۱۶٫۸۸ نفر در کیلومترمربع   |
| بروتون                         | اسکامبیا                | ۵٬۴۰۸        | ۲۹٫۶۳ کیلومترمربع  | ۱۸۲٫۵۲ نفر در کیلومترمربع   |
| بریجپورت                       | جکسون                   | ۲٬۴۱۸        | ۱۱٫۷۶ کیلومترمربع  | ۲۰۵٫۶۱ نفر در کیلومترمربع   |
| برایتون                        | جفرسون                  | ۲٬۹۴۵        | ۳٫۶۷ کیلومترمربع   | ۸۰۲٫۴۵ نفر در کیلومترمربع   |
| بریلیانت                       | ماریون                  | ۹۰۰          | ۲۷٫۶۹ کیلومترمربع  | ۳۲٫۵ نفر در کیلومترمربع     |
| بروکساید                       | جفرسون                  | ۱٬۳۶۳        | ۱۶٫۶۱ کیلومترمربع  | ۸۲٫۰۶ نفر در کیلومترمربع    |
| بروکوود                        | تاسکالوسا               | ۱٬۸۲۸        | ۲۱٫۹ کیلومترمربع   | ۸۳٫۴۷ نفر در کیلومترمربع    |
| بروندیج                        | پایک                    | ۲٬۰۷۶        | ۲۵٫۳۲ کیلومترمربع  | ۸۱٫۹۹ نفر در کیلومترمربع    |
| باتلر                          | چوکتا                   | ۱٬۸۹۴        | ۱۴٫۴۲ کیلومترمربع  | ۱۳۱٫۳۵ نفر در کیلومترمربع   |
| کالرا                          | شلبی چیلتون             | ۱۱٬۶۲۰       | ۶۳٫۱۳ کیلومترمربع  | ۱۸۴٫۰۶ نفر در کیلومترمربع   |
| کامدن                          | ویلکاکس                 | ۲٬۰۲۰        | ۱۰٫۸۷ کیلومترمربع  | ۱۸۵٫۸۳ نفر در کیلومترمربع   |
| کمپ هیل                        | تالاپوسا                | ۱٬۰۱۴        | ۲۳٫۵۴ کیلومترمربع  | ۴۳٫۰۸ نفر در کیلومترمربع    |
| کربن هیل                       | واکر                    | ۲٬۰۲۱        | ۱۴٫۴۷ کیلومترمربع  | ۱۳۹٫۶۷ نفر در کیلومترمربع   |
| کاردیف                         | جفرسون                  | ۵۵           | ۰٫۶۵ کیلومترمربع   | ۸۴٫۶۲ نفر در کیلومترمربع    |
| کارولینا                       | کاوینگتون               | ۲۹۷          | ۲٫۸۹ کیلومترمربع   | ۱۰۲٫۷۷ نفر در کیلومترمربع   |
| کارولتون                       | پیکنز                   | ۱٬۰۱۹        | ۵٫۳۹ کیلومترمربع   | ۱۸۹٫۰۵ نفر در کیلومترمربع   |
| کسلبری                         | کونه کاه                | ۵۸۳          | ۴٫۴۸ کیلومترمربع   | ۱۳۰٫۱۳ نفر در کیلومترمربع   |
| سدار بلاف                      | چروکی                   | ۱٬۸۲۰        | ۱۳٫۲۸ کیلومترمربع  | ۱۳۷٫۰۵ نفر در کیلومترمربع   |
| سنتر پوینت، آلاباما            | جفرسون                  | ۱۶٬۹۲۱       | ۱۵٫۸۷ کیلومترمربع  | ۱٬۰۶۶٫۲۳ نفر در کیلومترمربع |
| سنتر، آلاباما                  | چروکی                   | ۳٬۴۸۹        | ۲۹٫۸۶ کیلومترمربع  | ۱۱۶٫۸۵ نفر در کیلومترمربع   |
| سنترویل، آلاباما               | بیب                     | ۲٬۷۷۸        | ۲۴٫۸۶ کیلومترمربع  | ۱۱۱٫۷۵ نفر در کیلومترمربع   |
| چتوم، آلاباما                  | واشینگتن                | ۱٬۲۸۸        | ۲۷٫۷۷ کیلومترمربع  | ۴۶٫۳۸ نفر در کیلومترمربع    |
| چلسی، آلاباما                  | شلبی                    | ۱۰٬۱۸۳       | ۵۶٫۲ کیلومترمربع   | ۱۸۱٫۱۹ نفر در کیلومترمربع   |
| چروکی، آلاباما                 | کولبرت                  | ۱٬۰۴۸        | ۵٫۷۴ کیلومترمربع   | ۱۸۲٫۵۸ نفر در کیلومترمربع   |
| چیکاسا، آلاباما                | موبایل                  | ۶٬۱۰۶        | ۱۱٫۸ کیلومترمربع   | ۵۱۷٫۴۶ نفر در کیلومترمربع   |
| چیلدرزبرگ، آلاباما             | تالادیگا شلبی           | ۵٬۱۷۵        | ۳۲٫۶۳ کیلومترمربع  | ۱۵۸٫۶ نفر در کیلومترمربع    |
| سیترونل، آلاباما               | موبایل                  | ۳٬۹۰۵        | ۶۷٫۳۹ کیلومترمربع  | ۵۷٫۹۵ نفر در کیلومترمربع    |
| کلنتن، آلاباما                 | چیلتون                  | ۸٬۶۱۹        | ۵۷٫۱۶ کیلومترمربع  | ۱۵۰٫۷۹ نفر در کیلومترمربع   |
| کلی، آلاباما                   | جفرسون                  | ۹٬۷۰۸        | ۲۵٫۸۹ کیلومترمربع  | ۳۷۴٫۹۷ نفر در کیلومترمربع   |
| کلیهتچی، آلاباما               | دیل                     | ۵۸۹          | ۷٫۰۴ کیلومترمربع   | ۸۳٫۶۶ نفر در کیلومترمربع    |
| کلیتون، آلاباما                | باربر                   | ۳٬۰۰۸        | ۱۷٫۲۹ کیلومترمربع  | ۱۷۳٫۹۷ نفر در کیلومترمربع   |
| کلیولند، آلاباما               | بلاونت                  | ۱٬۳۰۳        | ۲۰٫۴۳ کیلومترمربع  | ۶۳٫۷۸ نفر در کیلومترمربع    |
| کلیو، آلاباما                  | باربر                   | ۱٬۳۹۹        | ۲۶٫۰۹ کیلومترمربع  | ۵۳٫۶۲ نفر در کیلومترمربع    |
| کولینگ، آلاباما                | تاسکالوسا               | ۱٬۶۵۷        | ۱۳٫۱۹ کیلومترمربع  | ۱۲۵٫۶۳ نفر در کیلومترمربع   |
| کافیسپرینگ، آلاباما            | جنیوا                   | ۲۲۸          | ۲٫۰۶ کیلومترمربع   | ۱۱۰٫۶۸ نفر در کیلومترمربع   |
| کافیویل، آلاباما               | کلارک                   | ۳۵۲          | ۱۱٫۷۱ کیلومترمربع  | ۳۰٫۰۶ نفر در کیلومترمربع    |
| کوکر، آلاباما                  | تاسکالوسا               | ۹۷۹          | ۵٫۲۸ کیلومترمربع   | ۱۸۵٫۴۲ نفر در کیلومترمربع   |
| کالینزویل، آلاباما             | دیکلب چروکی             | ۱٬۹۸۳        | ۱۰٫۱۹ کیلومترمربع  | ۱۹۴٫۶ نفر در کیلومترمربع    |
| کالنی، آلاباما                 | کالمن                   | ۲۶۸          | ۵٫۸۶ کیلومترمربع   | ۴۵٫۷۳ نفر در کیلومترمربع    |
| کلمبیا، آلاباما                | هوستون                  | ۷۴۰          | ۱۰٫۳۵ کیلومترمربع  | ۷۱٫۵ نفر در کیلومترمربع     |
| کلمبیانا، آلاباما              | شلبی                    | ۴٬۱۹۷        | ۴۱٫۹۲ کیلومترمربع  | ۱۰۰٫۱۲ نفر در کیلومترمربع   |
| کوسادا، آلاباما                | المور                   | ۱٬۲۲۴        | ۱۸٫۹۷ کیلومترمربع  | ۶۴٫۵۲ نفر در کیلومترمربع    |
| کوردووا، آلاباما               | واکر                    | ۲٬۰۹۵        | ۱۵٫۳۸ کیلومترمربع  | ۱۳۶٫۲۲ نفر در کیلومترمربع   |
| کاتنوود، آلاباما               | هوستون                  | ۱٬۲۸۹        | ۱۵٫۰۲ کیلومترمربع  | ۸۵٫۸۲ نفر در کیلومترمربع    |
| کانتی لاین، آلاباما            | بلاونت جفرسون           | ۲۵۸          | ۲٫۵ کیلومترمربع    | ۱۰۳٫۲ نفر در کیلومترمربع    |
| کورتلند، آلاباما               | لاورنس                  | ۶۰۹          | ۷٫۶۱ کیلومترمربع   | ۸۰٫۰۳ نفر در کیلومترمربع    |
| کاوآرتس، آلاباما               | هوستون                  | ۱٬۸۷۱        | ۱۸٫۸۹ کیلومترمربع  | ۹۹٫۰۵ نفر در کیلومترمربع    |
| کرئولا، آلاباما                | موبایل                  | ۱٬۹۲۶        | ۳۹٫۲۵ کیلومترمربع  | ۴۹٫۰۷ نفر در کیلومترمربع    |
| کراسویل، آلاباما               | دیکلب                   | ۱٬۸۶۲        | ۲۱٫۶۸ کیلومترمربع  | ۸۵٫۸۹ نفر در کیلومترمربع    |
| کیوبا، آلاباما                 | سامتر                   | ۳۴۶          | ۱۰٫۵۴ کیلومترمربع  | ۳۲٫۸۳ نفر در کیلومترمربع    |
| کلمن، آلاباما                  | کالمن                   | ۱۴٬۷۷۵       | ۵۳٫۲۸ کیلومترمربع  | ۲۷۷٫۳۱ نفر در کیلومترمربع   |
| کاستا، آلاباما                 | چمبرز                   | ۱۲۳          | ۶٫۷۸ کیلومترمربع   | ۱۸٫۱۴ نفر در کیلومترمربع    |
| ددویل، آلاباما                 | تالاپوسا                | ۳٬۲۳۰        | ۴۱٫۵۱ کیلومترمربع  | ۷۷٫۸۱ نفر در کیلومترمربع    |
| دلویل، آلاباما                 | دیل                     | ۵٬۲۹۵        | ۳۶٫۴۹ کیلومترمربع  | ۱۴۵٫۱۱ نفر در کیلومترمربع   |
| دفنی، آلاباما                  | بالدوین                 | ۲۱٬۵۷۰       | ۴۵٫۲۵ کیلومترمربع  | ۴۷۶٫۶۹ نفر در کیلومترمربع   |
| دافین آیلند، آلاباما           | موبایل                  | ۱٬۲۳۸        | ۴۲۹٫۸ کیلومترمربع  | ۲٫۸۸ نفر در کیلومترمربع     |
| دیویستون، آلاباما              | تالاپوسا                | ۲۱۴          | ۲۳٫۷۴ کیلومترمربع  | ۹٫۰۱ نفر در کیلومترمربع     |
| دیتون، آلاباما                 | مارنگو                  | ۵۲           | ۲٫۵۸ کیلومترمربع   | ۲۰٫۱۶ نفر در کیلومترمربع    |
| دیئتسویل، آلاباما              | المور                   | ۱٬۱۵۴        | ۱۲٫۱۵ کیلومترمربع  | ۹۴٫۹۸ نفر در کیلومترمربع    |
| دیکیتر، آلاباما                | مورگان لایمستون         | ۵۵٬۶۸۳       | ۱۵۶٫۶۱ کیلومترمربع | ۳۵۵٫۵۵ نفر در کیلومترمربع   |
| دموپولیس، آلاباما              | مارنگو                  | ۷٬۴۸۳        | ۴۶٫۷۸ کیلومترمربع  | ۱۵۹٫۹۶ نفر در کیلومترمربع   |
| دیترویت، آلاباما               | لامار                   | ۲۳۷          | ۳٫۴۳ کیلومترمربع   | ۶۹٫۱ نفر در کیلومترمربع     |
| داج سیتی، آلاباما              | کالمن                   | ۵۹۳          | ۸٫۹۴ کیلومترمربع   | ۶۶٫۳۳ نفر در کیلومترمربع    |
| دورا، آلاباما                  | واکر                    | ۲٬۰۲۵        | ۱۹٫۴۷ کیلومترمربع  | ۱۰۴٫۰۱ نفر در کیلومترمربع   |
| دوثن، آلاباما                  | هوستون دیل هنری         | ۶۵٬۴۹۶       | ۲۳۲٫۳۷ کیلومترمربع | ۲۸۱٫۸۶ نفر در کیلومترمربع   |
| دابل اسپرینگز، آلاباما         | وینستون                 | ۱٬۰۸۳        | ۱۰٫۷ کیلومترمربع   | ۱۰۱٫۲۱ نفر در کیلومترمربع   |
| داگلاس، آلاباما                | مارشال                  | ۷۴۴          | ۸٫۸۴ کیلومترمربع   | ۸۴٫۱۶ نفر در کیلومترمربع    |
| دوزیر، آلاباما                 | کرنشا                   | ۳۲۹          | ۷٫۶۹ کیلومترمربع   | ۴۲٫۷۸ نفر در کیلومترمربع    |
| داتون، آلاباما                 | جکسون                   | ۳۱۵          | ۲٫۲۴ کیلومترمربع   | ۱۴۰٫۶۳ نفر در کیلومترمربع   |
| ایست بروتن، آلاباما            | اسکامبیا                | ۲٬۴۷۸        | ۸٫۹۲ کیلومترمربع   | ۲۷۷٫۸ نفر در کیلومترمربع    |
| اکلکتیک، آلاباما               | المور                   | ۱٬۰۰۱        | ۱۱٫۱۱ کیلومترمربع  | ۹۰٫۱ نفر در کیلومترمربع     |
| ادواردزویل، آلاباما            | کلبرن                   | ۲۰۲          | ۴۲٫۵۹ کیلومترمربع  | ۴٫۷۴ نفر در کیلومترمربع     |
| البا، آلاباما                  | کافی                    | ۳٬۹۴۰        | ۳۹٫۹۳ کیلومترمربع  | ۹۸٫۶۷ نفر در کیلومترمربع    |
| البرتا، آلاباما                | بالدوین                 | ۱٬۴۹۸        | ۱۷٫۷۶ کیلومترمربع  | ۸۴٫۳۵ نفر در کیلومترمربع    |
| الدریج، آلاباما                | واکر                    | ۱۳۰          | ۱٫۸۱ کیلومترمربع   | ۷۱٫۸۲ نفر در کیلومترمربع    |
| الکمونت، آلاباما               | لایمستون                | ۴۳۴          | ۴٫۲۵ کیلومترمربع   | ۱۰۲٫۱۲ نفر در کیلومترمربع   |
| المور، آلاباما                 | المور                   | ۱٬۲۶۲        | ۱۰٫۴۱ کیلومترمربع  | ۱۲۱٫۲۳ نفر در کیلومترمربع   |
| امل، آلاباما                   | سامتر                   | ۵۳           | ۰٫۵۵ کیلومترمربع   | ۹۶٫۳۶ نفر در کیلومترمربع    |
| اینترپرایز، آلاباما            | کافی دیل                | ۲۶٬۵۶۲       | ۸۱٫۰۹ کیلومترمربع  | ۳۲۷٫۵۶ نفر در کیلومترمربع   |
| اپیس، آلاباما                  | سامتر                   | ۱۹۲          | ۴٫۹۷ کیلومترمربع   | ۳۸٫۶۳ نفر در کیلومترمربع    |
| اثلزویل، آلاباما               | پیکنز                   | ۸۱           | ۱٫۴۷ کیلومترمربع   | ۵۵٫۱ نفر در کیلومترمربع     |
| یوفلا، آلاباما                 | باربر                   | ۱۳٬۱۳۷       | ۱۹۰٫۲۹ کیلومترمربع | ۶۹٫۰۴ نفر در کیلومترمربع    |
| یوتئو، آلاباما                 | گرین                    | ۲٬۹۳۴        | ۳۱٫۱ کیلومترمربع   | ۹۴٫۳۴ نفر در کیلومترمربع    |
| اوا، آلاباما                   | مورگان                  | ۵۱۹          | ۱۰٫۶۲ کیلومترمربع  | ۴۸٫۸۷ نفر در کیلومترمربع    |
| اورگرین، آلاباما               | کونه کاه                | ۳٬۹۴۴        | ۴۰٫۸۷ کیلومترمربع  | ۹۶٫۵ نفر در کیلومترمربع     |
| اکسل، آلاباما                  | مونرو                   | ۷۲۳          | ۴٫۲۷ کیلومترمربع   | ۱۶۹٫۳۲ نفر در کیلومترمربع   |
| فیرفیلد، آلاباما               | جفرسون                  | ۱۱٬۱۱۷       | ۸٫۹۹ کیلومترمربع   | ۱٬۲۳۶٫۶۰ نفر در کیلومترمربع |
| فیرهوپ، آلاباما                | بالدوین                 | ۱۵٬۳۲۶       | ۳۱٫۲۷ کیلومترمربع  | ۴۹۰٫۱۲ نفر در کیلومترمربع   |
| فیرویو، آلاباما                | کالمن                   | ۴۴۶          | ۷٫۰۵ کیلومترمربع   | ۶۳٫۲۶ نفر در کیلومترمربع    |
| فالکویل، آلاباما               | مورگان                  | ۱٬۲۷۹        | ۹٫۸۳ کیلومترمربع   | ۱۳۰٫۱۱ نفر در کیلومترمربع   |
| فونسدیل، آلاباما               | مارنگو                  | ۹۸           | ۰٫۷۲ کیلومترمربع   | ۱۳۶٫۱۱ نفر در کیلومترمربع   |
| فایت، آلاباما                  | فایت                    | ۴٬۶۱۹        | ۲۲٫۳۶ کیلومترمربع  | ۲۰۶٫۵۷ نفر در کیلومترمربع   |
| فایو پوینتس، آلاباما           | چمبرز                   | ۱۴۱          | ۲٫۶۷ کیلومترمربع   | ۵۲٫۸۱ نفر در کیلومترمربع    |
| فلومتون، آلاباما               | اسکامبیا                | ۱٬۴۴۰        | ۱۳٫۴۶ کیلومترمربع  | ۱۰۶٫۹۸ نفر در کیلومترمربع   |
| فلورالا، آلاباما               | کاوینگتون               | ۱٬۹۸۰        | ۲۸٫۴۳ کیلومترمربع  | ۶۹٫۶۴ نفر در کیلومترمربع    |
| فلارنس، آلاباما                | لودردیل                 | ۳۹٬۳۱۹       | ۶۷٫۸۵ کیلومترمربع  | ۵۷۹٫۵ نفر در کیلومترمربع    |
| فولی، آلاباما                  | بالدوین                 | ۱۴٬۶۱۸       | ۶۷٫۰۷ کیلومترمربع  | ۲۱۷٫۹۵ نفر در کیلومترمربع   |
| فورکلند، آلاباما               | گرین                    | ۶۴۹          | ۹٫۰۸ کیلومترمربع   | ۷۱٫۴۸ نفر در کیلومترمربع    |
| فورت دپازیت، آلاباما           | لاوندز                  | ۱٬۳۴۴        | ۱۴٫۶۶ کیلومترمربع  | ۹۱٫۶۸ نفر در کیلومترمربع    |
| فورت پین، آلاباما              | دیکلب                   | ۱۴٬۰۱۲       | ۱۴۴٫۶۳ کیلومترمربع | ۹۶٫۸۸ نفر در کیلومترمربع    |
| فرانکلین، آلاباما              | میکن                    | ۱۴۹          | ۱۱٫۵۹ کیلومترمربع  | ۱۲٫۸۶ نفر در کیلومترمربع    |
| فریسکو سیتی، آلاباما           | مونرو                   | ۱٬۳۰۹        | ۱۰٫۴۵ کیلومترمربع  | ۱۲۵٫۲۶ نفر در کیلومترمربع   |
| فروتهرست، آلاباما              | کلبرن                   | ۲۸۴          | ۲٫۵۹ کیلومترمربع   | ۱۰۹٫۶۵ نفر در کیلومترمربع   |
| فولتن، آلاباما                 | کلارک                   | ۲۷۲          | ۶٫۳۵ کیلومترمربع   | ۴۲٫۸۳ نفر در کیلومترمربع    |
| فولتندیل، آلاباما              | جفرسون                  | ۸٬۳۸۰        | ۳۱٫۵۹ کیلومترمربع  | ۲۶۵٫۲۷ نفر در کیلومترمربع   |
| فیف، آلاباما                   | دیکلب                   | ۱٬۰۱۸        | ۱۱٫۴۱ کیلومترمربع  | ۸۹٫۲۲ نفر در کیلومترمربع    |
| گدسدن، آلاباما                 | اتوا                    | ۳۶٬۸۵۶       | ۹۹٫۱۸ کیلومترمربع  | ۳۷۱٫۶۱ نفر در کیلومترمربع   |
| گینسویل، آلاباما               | سامتر                   | ۲۰۸          | ۴٫۴۵ کیلومترمربع   | ۴۶٫۷۴ نفر در کیلومترمربع    |
| گنت، آلاباما                   | کاوینگتون               | ۲۲۲          | ۱٫۷۷ کیلومترمربع   | ۱۲۵٫۴۲ نفر در کیلومترمربع   |
| گاردن سیتی، آلاباما            | کالمن بلاونت            | ۴۹۲          | ۷٫۸۶ کیلومترمربع   | ۶۲٫۶ نفر در کیلومترمربع     |
| گاردندیل، آلاباما              | جفرسون                  | ۱۳٬۸۹۳       | ۵۸٫۴ کیلومترمربع   | ۲۳۷٫۸۹ نفر در کیلومترمربع   |
| گیلسویل، آلاباما               | چروکی                   | ۱۴۴          | ۰٫۸۹ کیلومترمربع   | ۱۶۱٫۸ نفر در کیلومترمربع    |
| گایگر، آلاباما                 | سامتر                   | ۱۷۰          | ۲٫۴۶ کیلومترمربع   | ۶۹٫۱۱ نفر در کیلومترمربع    |
| جنیوا، آلاباما                 | جنیوا                   | ۴٬۴۵۲        | ۴۱٫۵۹ کیلومترمربع  | ۱۰۷٫۰۴ نفر در کیلومترمربع   |
| جورجیانا، آلاباما              | باتلر                   | ۱٬۷۳۸        | ۱۶٫۱۵ کیلومترمربع  | ۱۰۷٫۶۲ نفر در کیلومترمربع   |
| جرالدین، آلاباما               | دیکلب                   | ۸۹۶          | ۱۰٫۱۸ کیلومترمربع  | ۸۸٫۰۲ نفر در کیلومترمربع    |
| گیلبرتاون، آلاباما             | چوکتا                   | ۲۱۵          | ۲٫۰۲ کیلومترمربع   | ۱۰۶٫۴۴ نفر در کیلومترمربع   |
| گلن الن، آلاباما               | فایت ماریون             | ۵۱۰          | ۱۷٫۰۱ کیلومترمربع  | ۲۹٫۹۸ نفر در کیلومترمربع    |
| گلنکو، آلاباما                 | اتوا کلهون              | ۵٬۱۶۰        | ۴۴٫۰۷ کیلومترمربع  | ۱۱۷٫۰۹ نفر در کیلومترمربع   |
| گلنوود، آلاباما                | کرنشا                   | ۱۸۷          | ۱٫۹ کیلومترمربع    | ۹۸٫۴۲ نفر در کیلومترمربع    |
| گولد ویل، آلاباما              | تالاپوسا                | ۵۵           | ۲٫۵۹ کیلومترمربع   | ۲۱٫۲۴ نفر در کیلومترمربع    |
| گود هوپ، آلاباما               | کالمن                   | ۲٬۲۶۴        | ۲۰٫۶۷ کیلومترمربع  | ۱۰۹٫۵۳ نفر در کیلومترمربع   |
| گود واتر، آلاباما              | کائوسا                  | ۱٬۴۷۵        | ۱۶٫۸۹ کیلومترمربع  | ۸۷٫۳۳ نفر در کیلومترمربع    |
| گوردو، آلاباما                 | پیکنز                   | ۱٬۷۵۰        | ۸٫۴۴ کیلومترمربع   | ۲۰۷٫۳۵ نفر در کیلومترمربع   |
| گوردن، آلاباما                 | هوستون                  | ۳۳۲          | ۸٫۳ کیلومترمربع    | ۴۰ نفر در کیلومترمربع       |
| گوردنویل، آلاباما              | لاوندز                  | ۳۲۶          | ۱۴٫۵ کیلومترمربع   | ۲۲٫۴۸ نفر در کیلومترمربع    |
| گوشن، آلاباما                  | پایک                    | ۲۶۶          | ۶٫۶۸ کیلومترمربع   | ۳۹٫۸۲ نفر در کیلومترمربع    |
| گرانت، آلاباما                 | مارشال                  | ۸۹۶          | ۴٫۶۳ کیلومترمربع   | ۱۹۳٫۵۲ نفر در کیلومترمربع   |
| گریسویل، آلاباما               | جفرسون                  | ۲٬۱۶۵        | ۴۳٫۸۳ کیلومترمربع  | ۴۹٫۴ نفر در کیلومترمربع     |
| گرینزبرا، آلاباما              | هیل                     | ۲٬۴۹۷        | ۶٫۱۸ کیلومترمربع   | ۴۰۴٫۰۵ نفر در کیلومترمربع   |
| گرینویل، آلاباما               | باتلر                   | ۸٬۱۳۵        | ۵۵٫۷۶ کیلومترمربع  | ۱۴۵٫۸۹ نفر در کیلومترمربع   |
| گرایمز، آلاباما                | دیل                     | ۵۵۸          | ۳٫۲۴ کیلومترمربع   | ۱۷۲٫۲۲ نفر در کیلومترمربع   |
| گراو هیل، آلاباما              | کلارک                   | ۱٬۵۷۰        | ۱۲٫۸۷ کیلومترمربع  | ۱۲۱٫۹۹ نفر در کیلومترمربع   |
| گن، آلاباما                    | ماریون                  | ۲٬۳۷۶        | ۳۸٫۷۳ کیلومترمربع  | ۶۱٫۳۵ نفر در کیلومترمربع    |
| گالف شورز، آلاباما             | بالدوین                 | ۹٬۷۴۱        | ۷۲٫۴۷ کیلومترمربع  | ۱۳۴٫۴۱ نفر در کیلومترمربع   |
| گانترزویل، آلاباما             | مارشال                  | ۸٬۱۹۷        | ۱۰۹٫۸۸ کیلومترمربع | ۷۴٫۶ نفر در کیلومترمربع     |
| گرلی، آلاباما                  | مدیسون                  | ۸۰۱          | ۹٫۱۱ کیلومترمربع   | ۸۷٫۹۳ نفر در کیلومترمربع    |
| گا-وین، آلاباما                | ماریون فایت             | ۱۷۶          | ۵٫۰۳ کیلومترمربع   | ۳۴٫۹۹ نفر در کیلومترمربع    |
| هکلبرگ، آلاباما                | ماریون                  | ۱٬۵۱۶        | ۳۹٫۵۹ کیلومترمربع  | ۳۸٫۲۹ نفر در کیلومترمربع    |
| هیلبرگ، آلاباما                | هنری                    | ۱۰۳          | ۹٫۹۴ کیلومترمربع   | ۱۰٫۳۶ نفر در کیلومترمربع    |
| هالیویل، آلاباما               | وینستون ماریون          | ۴٬۱۷۳        | ۲۱٫۶۳ کیلومترمربع  | ۱۹۲٫۹۳ نفر در کیلومترمربع   |
| همیلتون، آلاباما               | ماریون                  | ۶٬۸۸۵        | ۹۸٫۶۲ کیلومترمربع  | ۶۹٫۸۱ نفر در کیلومترمربع    |
| هموندویل، آلاباما              | دیکلب                   | ۴۸۸          | ۱۲٫۷۳ کیلومترمربع  | ۳۸٫۳۳ نفر در کیلومترمربع    |
| هنسویل، آلاباما                | کالمن                   | ۲٬۹۸۲        | ۱۰٫۹۴ کیلومترمربع  | ۲۷۲٫۵۸ نفر در کیلومترمربع   |
| هارپرسویل، آلاباما             | شلبی                    | ۱٬۶۳۷        | ۵۴٫۵۶ کیلومترمربع  | ۳۰ نفر در کیلومترمربع       |
| هارتفورد، آلاباما              | جنیوا                   | ۲٬۶۲۴        | ۱۶٫۱۹ کیلومترمربع  | ۱۶۲٫۰۸ نفر در کیلومترمربع   |
| هارتسل، آلاباما                | مورگان                  | ۱۴٬۲۵۵       | ۴۲٫۳۷ کیلومترمربع  | ۳۳۶٫۴۴ نفر در کیلومترمربع   |
| هیدن، آلاباما                  | بلاونت                  | ۴۴۴          | ۲٫۹ کیلومترمربع    | ۱۵۳٫۱ نفر در کیلومترمربع    |
| هینویل، آلاباما                | لاوندز                  | ۹۳۲          | ۴٫۸۶ کیلومترمربع   | ۱۹۱٫۷۷ نفر در کیلومترمربع   |
| هدلند، آلاباما                 | هنری                    | ۴٬۵۱۰        | ۷۸٫۴۶ کیلومترمربع  | ۵۷٫۴۸ نفر در کیلومترمربع    |
| هیلث، آلاباما                  | کاوینگتون               | ۲۵۴          | ۲٫۳۳ کیلومترمربع   | ۱۰۹٫۰۱ نفر در کیلومترمربع   |
| هفلین، آلاباما                 | کلبرن                   | ۳٬۴۸۰        | ۴۲٫۰۳ کیلومترمربع  | ۸۲٫۸ نفر در کیلومترمربع     |
| هلنا، آلاباما                  | شلبی جفرسون             | ۱۶٬۷۹۳       | ۵۳٫۵۵ کیلومترمربع  | ۳۱۳٫۵۹ نفر در کیلومترمربع   |
| هنگار، آلاباما                 | دیکلب                   | ۲٬۳۴۴        | ۵۷٫۷۶ کیلومترمربع  | ۴۰٫۵۸ نفر در کیلومترمربع    |
| هایلند لیک، آلاباما            | بلاونت                  | ۴۱۲          | ۵٫۱۵ کیلومترمربع   | ۸۰ نفر در کیلومترمربع       |
| هیلزبرا، آلاباما               | لاورنس                  | ۵۵۲          | ۴٫۸۸ کیلومترمربع   | ۱۱۳٫۱۱ نفر در کیلومترمربع   |
| هوبسن سیتی، آلاباما            | کلهون                   | ۷۷۱          | ۲٫۷ کیلومترمربع    | ۲۸۵٫۵۶ نفر در کیلومترمربع   |
| هاجز، آلاباما                  | فرانکلین                | ۲۸۸          | ۱۰٫۷۳ کیلومترمربع  | ۲۶٫۸۴ نفر در کیلومترمربع    |
| هوکس بلاف، آلاباما             | اتوا                    | ۴٬۲۸۶        | ۳۱٫۳۶ کیلومترمربع  | ۱۳۶٫۶۷ نفر در کیلومترمربع   |
| هولی پوند، آلاباما             | کالمن                   | ۷۹۸          | ۱۱٫۵۴ کیلومترمربع  | ۶۹٫۱۵ نفر در کیلومترمربع    |
| هالیوود، آلاباما               | جکسون                   | ۱۰۰۰         | ۲۳٫۱۳ کیلومترمربع  | ۴۳٫۲۳ نفر در کیلومترمربع    |
| هوموود، آلاباما                | جفرسون                  | ۲۵٬۱۶۷       | ۲۱٫۸۳ کیلومترمربع  | ۱٬۱۵۲٫۸۶ نفر در کیلومترمربع |
| هوور، آلاباما                  | جفرسون شلبی             | ۸۱٬۶۱۹       | ۱۲۴٫۸۶ کیلومترمربع | ۶۵۳٫۶۸ نفر در کیلومترمربع   |
| هورن هیل، آلاباما              | کاوینگتون               | ۲۲۸          | ۶٫۷۵ کیلومترمربع   | ۳۳٫۷۸ نفر در کیلومترمربع    |
| هیوئیتاون، آلاباما             | جفرسون                  | ۱۶٬۱۰۵       | ۵۱٫۰۲ کیلومترمربع  | ۳۱۵٫۶۶ نفر در کیلومترمربع   |
| هانتسویل، آلاباما              | مدیسون لایمستون         | ۱۸۰٬۱۰۵      | ۵۴۴٫۹ کیلومترمربع  | ۳۳۰٫۵۳ نفر در کیلومترمربع   |
| هرتسبرا، آلاباما               | راسل                    | ۵۵۳          | ۲٫۶۸ کیلومترمربع   | ۲۰۶٫۳۴ نفر در کیلومترمربع   |
| هیتاپ، آلاباما                 | جکسون                   | ۳۵۴          | ۵٫۸۸ کیلومترمربع   | ۶۰٫۲ نفر در کیلومترمربع     |
| ایدر، آلاباما                  | دیکلب                   | ۷۲۳          | ۱۴٫۰۸ کیلومترمربع  | ۵۱٫۳۵ نفر در کیلومترمربع    |
| ایندین اسپرینگز ویلیج، آلاباما | شلبی                    | ۲٬۳۶۳        | ۹٫۹۲ کیلومترمربع   | ۲۳۸٫۲۱ نفر در کیلومترمربع   |
| آیرندیل، آلاباما               | جفرسون                  | ۱۲٬۳۴۹       | ۴۵٫۲۵ کیلومترمربع  | ۲۷۲٫۹۱ نفر در کیلومترمربع   |
| جکسن، آلاباما                  | کلارک                   | ۵٬۲۲۸        | ۴۱ کیلومترمربع     | ۱۲۷٫۵۱ نفر در کیلومترمربع   |
| جکسنز گپ، آلاباما              | تالاپوسا                | ۸۲۸          | ۲۲٫۱ کیلومترمربع   | ۳۷٫۴۷ نفر در کیلومترمربع    |
| جکسنویل، آلاباما               | کلهون                   | ۱۲٬۵۴۸       | ۲۵٫۵۲ کیلومترمربع  | ۴۹۱٫۶۹ نفر در کیلومترمربع   |
| جاسپر، آلاباما                 | واکر                    | ۱۴٬۳۵۲       | ۷۳٫۹۳ کیلومترمربع  | ۱۹۴٫۱۳ نفر در کیلومترمربع   |
| جمیسن، آلاباما                 | چیلتون                  | ۲٬۵۸۵        | ۲۹٫۱۷ کیلومترمربع  | ۸۸٫۶۲ نفر در کیلومترمربع    |
| کنزس، آلاباما                  | واکر                    | ۲۲۶          | ۲٫۶۴ کیلومترمربع   | ۸۵٫۶۱ نفر در کیلومترمربع    |
| کلیتن، آلاباما                 | کائوسا                  | ۲۱۷          | ۲٫۵ کیلومترمربع    | ۸۶٫۸ نفر در کیلومترمربع     |
| کندی، آلاباما                  | لامار                   | ۴۴۷          | ۷٫۹۵ کیلومترمربع   | ۵۶٫۲۳ نفر در کیلومترمربع    |
| کیلن، آلاباما                  | لودردیل                 | ۱٬۱۰۸        | ۵٫۱۱ کیلومترمربع   | ۲۱۶٫۸۳ نفر در کیلومترمربع   |
| کیمبرلی، آلاباما               | جفرسون                  | ۲٬۷۱۱        | ۱۵٫۱۵ کیلومترمربع  | ۱۷۸٫۹۴ نفر در کیلومترمربع   |
| کینزی، آلاباما                 | هوستون                  | ۲٬۱۹۸        | ۳۱٫۳۴ کیلومترمربع  | ۷۰٫۱۳ نفر در کیلومترمربع    |
| کینستن، آلاباما                | کافی                    | ۵۴۰          | ۱۲٫۷۱ کیلومترمربع  | ۴۲٫۴۹ نفر در کیلومترمربع    |
| لا فایت، آلاباما               | چمبرز                   | ۳٬۰۰۳        | ۲۳٫۰۱ کیلومترمربع  | ۱۳۰٫۵۱ نفر در کیلومترمربع   |
| لیک ویو، آلاباما               | تاسکالوسا               | ۱٬۹۴۳        | ۴٫۷۴ کیلومترمربع   | ۴۰۹٫۹۲ نفر در کیلومترمربع   |
| لیکویو، آلاباما                | دیکلب                   | ۱۴۳          | ۱٫۶۴ کیلومترمربع   | ۸۷٫۲ نفر در کیلومترمربع     |
| لنت، آلاباما                   | چمبرز                   | ۶٬۴۶۸        | ۱۶٫۱۱ کیلومترمربع  | ۴۰۱٫۴۹ نفر در کیلومترمربع   |
| لانگستون، آلاباما              | جکسون                   | ۲۷۰          | ۲۱٫۳۵ کیلومترمربع  | ۱۲٫۶۵ نفر در کیلومترمربع    |
| لیدز، آلاباما                  | جفرسون سینت کلیر شلبی   | ۱۱٬۷۷۳       | ۵۹٫۷۸ کیلومترمربع  | ۱۹۶٫۹۴ نفر در کیلومترمربع   |
| لیزبرگ، آلاباما                | چروکی                   | ۱٬۰۲۷        | ۱۶٫۶۷ کیلومترمربع  | ۶۱٫۶۱ نفر در کیلومترمربع    |
| لیتون، آلاباما                 | کولبرت                  | ۷۲۹          | ۲٫۵۵ کیلومترمربع   | ۲۸۵٫۸۸ نفر در کیلومترمربع   |
| لستر، آلاباما                  | لایمستون                | ۱۱۱          | ۴٫۷۴ کیلومترمربع   | ۲۳٫۴۲ نفر در کیلومترمربع    |
| لول پلینز، آلاباما             | دیل                     | ۲٬۰۸۵        | ۷٫۹۳ کیلومترمربع   | ۲۶۲٫۹۳ نفر در کیلومترمربع   |
| لکزینگتن، آلاباما              | لودردیل                 | ۷۳۵          | ۸٫۳۹ کیلومترمربع   | ۸۷٫۶ نفر در کیلومترمربع     |
| لیبرتیویل، آلاباما             | کاوینگتون               | ۱۱۷          | ۱٫۳۵ کیلومترمربع   | ۸۶٫۶۷ نفر در کیلومترمربع    |
| لینکولن، آلاباما               | تالادیگا                | ۶٬۲۶۶        | ۶۵٫۴۸ کیلومترمربع  | ۹۵٫۶۹ نفر در کیلومترمربع    |
| لیندن، آلاباما                 | مارنگو                  | ۲٬۱۲۳        | ۹٫۳۶ کیلومترمربع   | ۲۲۶٫۸۲ نفر در کیلومترمربع   |
| لاینویل، آلاباما               | کلی                     | ۲٬۳۹۵        | ۲۳٫۳۳ کیلومترمربع  | ۱۰۲٫۶۶ نفر در کیلومترمربع   |
| لیپسکمب، آلاباما               | جفرسون                  | ۲٬۲۱۰        | ۳٫۰۴ کیلومترمربع   | ۷۲۶٫۹۷ نفر در کیلومترمربع   |
| لیمن، آلاباما                  | چوکتا                   | ۵۳۹          | ۶٫۷ کیلومترمربع    | ۸۰٫۴۵ نفر در کیلومترمربع    |
| لیتلویل، آلاباما               | کولبرت                  | ۱٬۰۱۱        | ۱۲٫۹۹ کیلومترمربع  | ۷۷٫۸۳ نفر در کیلومترمربع    |
| لیوینگستون، آلاباما            | سامتر                   | ۳٬۴۸۵        | ۱۸٫۶۸ کیلومترمربع  | ۱۸۶٫۵۶ نفر در کیلومترمربع   |
| لوچاپوکا، آلاباما              | لی                      | ۱۸۰          | ۲٫۹۶ کیلومترمربع   | ۶۰٫۸۱ نفر در کیلومترمربع    |
| لاکهارت، آلاباما               | کاوینگتون               | ۵۱۶          | ۲٫۹۲ کیلومترمربع   | ۱۷۶٫۷۱ نفر در کیلومترمربع   |
| لوکست فورک، آلاباما            | بلاونت                  | ۱٬۱۸۶        | ۹٫۹۹ کیلومترمربع   | ۱۱۸٫۷۲ نفر در کیلومترمربع   |
| لوئیسویل، آلاباما              | باربر                   | ۵۱۹          | ۷٫۱۲ کیلومترمربع   | ۷۲٫۸۹ نفر در کیلومترمربع    |
| لاندسبرا، آلاباما              | لاوندز                  | ۱۱۵          | ۲٫۰۵ کیلومترمربع   | ۵۶٫۱ نفر در کیلومترمربع     |
| لاکسلی، آلاباما                | بالدوین                 | ۱٬۶۳۲        | ۸۳٫۴۴ کیلومترمربع  | ۱۹٫۵۶ نفر در کیلومترمربع    |
| لاورن، آلاباما                 | کرنشا                   | ۲٬۸۰۰        | ۴۰٫۵۹ کیلومترمربع  | ۶۸٫۹۸ نفر در کیلومترمربع    |
| لین، آلاباما                   | وینستون                 | ۶۵۹          | ۲۷٫۶۲ کیلومترمربع  | ۲۳٫۸۶ نفر در کیلومترمربع    |
| مدیسون، آلاباما                | مدیسون لایمستون         | ۴۲٬۹۳۸       | ۷۶٫۹۹ کیلومترمربع  | ۵۵۷٫۷۱ نفر در کیلومترمربع   |
| مادرید، آلاباما                | هوستون                  | ۳۵۰          | ۵٫۰۲ کیلومترمربع   | ۶۹٫۷۲ نفر در کیلومترمربع    |
| مگنولیا اسپرینگز، آلاباما      | بالدوین                 | ۷۲۳          | ۲٫۴۸ کیلومترمربع   | ۲۹۱٫۵۳ نفر در کیلومترمربع   |
| مالورن، آلاباما                | جنیوا                   | ۱٬۴۴۸        | ۳۶٫۳۳ کیلومترمربع  | ۳۹٫۸۶ نفر در کیلومترمربع    |
| مپلسویل، آلاباما               | چیلتون                  | ۷۰۸          | ۸٫۵۷ کیلومترمربع   | ۸۲٫۶۱ نفر در کیلومترمربع    |
| مارگارت، آلاباما               | سینت کلیر               | ۴٬۴۲۸        | ۲۵٫۴۷ کیلومترمربع  | ۱۷۳٫۸۵ نفر در کیلومترمربع   |
| ماریون، آلاباما                | پری                     | ۳٬۶۸۶        | ۲۷٫۶۱ کیلومترمربع  | ۱۳۳٫۵ نفر در کیلومترمربع    |
| میتون، آلاباما                 | جفرسون                  | ۳۸۵          | ۶٫۹۵ کیلومترمربع   | ۵۵٫۴ نفر در کیلومترمربع     |
| مک اینتاش، آلاباما             | واشینگتن                | ۲۳۸          | ۲٫۵۸ کیلومترمربع   | ۹۲٫۲۵ نفر در کیلومترمربع    |
| مکنزی، آلاباما                 | باتلر کونه کاه          | ۵۳۰          | ۹٫۶۹ کیلومترمربع   | ۵۴٫۷ نفر در کیلومترمربع     |
| مک مولن، آلاباما               | پیکنز                   | ۱۰           | ۰٫۲۸ کیلومترمربع   | ۳۵٫۷۱ نفر در کیلومترمربع    |
| ممفیس، آلاباما                 | پیکنز                   | ۲۹           | ۱٫۰۱ کیلومترمربع   | ۲۸٫۷۱ نفر در کیلومترمربع    |
| منتون، آلاباما                 | دیکلب                   | ۳۶۰          | ۱۲٫۱۲ کیلومترمربع  | ۲۹٫۷ نفر در کیلومترمربع     |
| میدفیلد، آلاباما               | جفرسون                  | ۵٬۳۶۵        | ۶٫۸۷ کیلومترمربع   | ۷۸۰٫۹۳ نفر در کیلومترمربع   |
| میدلند سیتی، آلاباما           | دیل                     | ۲٬۳۴۴        | ۱۵٫۷۴ کیلومترمربع  | ۱۴۸٫۹۲ نفر در کیلومترمربع   |
| می‌دوی، آلاباما                 | بولاک                   | ۴۹۹          | ۸٫۵۷ کیلومترمربع   | ۵۸٫۲۳ نفر در کیلومترمربع    |
| میلبروک، آلاباما               | المور اوتوگا            | ۱۴٬۶۴۰       | ۳۳٫۹۲ کیلومترمربع  | ۴۳۱٫۶ نفر در کیلومترمربع    |
| میلپورت، آلاباما               | لامار                   | ۱٬۰۴۹        | ۱۴٫۲۶ کیلومترمربع  | ۷۳٫۵۶ نفر در کیلومترمربع    |
| میلری، آلاباما                 | واشینگتن                | ۵۴۶          | ۱۹٫۴۶ کیلومترمربع  | ۲۸٫۰۶ نفر در کیلومترمربع    |
| موبیل                          | موبایل                  | ۱۹۵٬۱۱۱      | ۴۶۵٫۶۲ کیلومترمربع | ۴۱۹٫۰۳ نفر در کیلومترمربع   |
| مونروویل، آلاباما              | مونرو                   | ۶٬۵۱۹        | ۳۴٫۶۵ کیلومترمربع  | ۱۸۸٫۱۴ نفر در کیلومترمربع   |
| مونتیولو، آلاباما              | شلبی                    | ۶٬۳۲۳        | ۳۳٫۳۶ کیلومترمربع  | ۱۸۹٫۵۴ نفر در کیلومترمربع   |
| مونتگمری                       | مونتگمری                | ۲۰۵٬۷۶۴      | ۴۱۹٫۳۶ کیلومترمربع | ۴۹۰٫۶۶ نفر در کیلومترمربع   |
| مودی، آلاباما                  | سینت کلیر               | ۱۱٬۷۲۶       | ۶۴٫۰۱ کیلومترمربع  | ۱۸۳٫۱۹ نفر در کیلومترمربع   |
| مورسویل، آلاباما               | لایمستون                | ۵۳           | ۰٫۳۱ کیلومترمربع   | ۱۷۰٫۹۷ نفر در کیلومترمربع   |
| موریس، آلاباما                 | جفرسون                  | ۱٬۸۵۹        | ۷٫۸۷ کیلومترمربع   | ۲۳۶٫۲۱ نفر در کیلومترمربع   |
| ماسز، آلاباما                  | لاوندز                  | ۱٬۰۲۹        | ۱۲٫۳۷ کیلومترمربع  | ۸۳٫۱۹ نفر در کیلومترمربع    |
| مولتن، آلاباما                 | لاورنس                  | ۳٬۴۷۱        | ۱۵٫۵۵ کیلومترمربع  | ۲۲۳٫۲۲ نفر در کیلومترمربع   |
| ماوندویل، آلاباما              | هیل تاسکالوسا           | ۲٬۴۲۷        | ۱۲٫۰۳ کیلومترمربع  | ۲۰۱٫۷۵ نفر در کیلومترمربع   |
| ماونت ورون، آلاباما            | موبایل                  | ۱٬۵۷۴        | ۱۳٫۸۱ کیلومترمربع  | ۱۱۳٫۹۸ نفر در کیلومترمربع   |
| ماونتین بروک، آلاباما          | جفرسون                  | ۲۰٬۴۱۳       | ۳۳٫۱۸ کیلومترمربع  | ۶۱۵٫۲۲ نفر در کیلومترمربع   |
| مولگا، آلاباما                 | جفرسون                  | ۸۳۶          | ۱٫۵۹ کیلومترمربع   | ۵۲۵٫۷۹ نفر در کیلومترمربع   |
| مانفورد، آلاباما               | تالادیگا                | ۱٬۲۹۲        | ۵٫۷۴ کیلومترمربع   | ۲۲۵٫۰۹ نفر در کیلومترمربع   |
| ماسل شائولز، آلاباما           | کولبرت                  | ۱۳٬۱۴۶       | ۴۰٫۲۷ کیلومترمربع  | ۳۲۶٫۴۵ نفر در کیلومترمربع   |
| میرتلوود، آلاباما              | مارنگو                  | ۱۳۰          | ۶٫۷۲ کیلومترمربع   | ۱۹٫۳۵ نفر در کیلومترمربع    |
| ناپیر فیلد، آلاباما            | دیل                     | ۳۵۴          | ۰٫۶۷ کیلومترمربع   | ۵۲۸٫۳۶ نفر در کیلومترمربع   |
| نچرال بریج، آلاباما            | وینستون                 | ۳۷           | ۱٫۱۲ کیلومترمربع   | ۳۳٫۰۴ نفر در کیلومترمربع    |
| نووو، آلاباما                  | واکر وینستون            | ۲۲۱          | ۲٫۵۷ کیلومترمربع   | ۸۵٫۹۹ نفر در کیلومترمربع    |
| نکتار، آلاباما                 | بلاونت                  | ۳۴۵          | ۴٫۷۳ کیلومترمربع   | ۷۲٫۹۴ نفر در کیلومترمربع    |
| نیدهم، آلاباما                 | چوکتا                   | ۹۴           | ۱٫۴۸ کیلومترمربع   | ۶۳٫۵۱ نفر در کیلومترمربع    |
| نیو براکتن، آلاباما            | کافی                    | ۱٬۱۴۶        | ۲۰٫۷۲ کیلومترمربع  | ۵۵٫۳۱ نفر در کیلومترمربع    |
| نیو هوپ، آلاباما               | مدیسون                  | ۲٬۸۱۰        | ۲۲٫۵۷ کیلومترمربع  | ۱۲۴٫۵ نفر در کیلومترمربع    |
| نیو سایت، آلاباما              | تالاپوسا                | ۷۷۳          | ۲۵٫۶ کیلومترمربع   | ۳۰٫۲ نفر در کیلومترمربع     |
| نیوبرن، آلاباما                | هیل                     | ۱۸۶          | ۳٫۰۲ کیلومترمربع   | ۶۱٫۵۹ نفر در کیلومترمربع    |
| نیوتن، آلاباما                 | دیل                     | ۱٬۵۱۱        | ۳۶٫۹۸ کیلومترمربع  | ۴۰٫۸۶ نفر در کیلومترمربع    |
| نیوویل، آلاباما                | هنری                    | ۵۳۹          | ۱۰٫۴۱ کیلومترمربع  | ۵۱٫۷۸ نفر در کیلومترمربع    |
| نورث کورتلند، آلاباما          | لاورنس                  | ۶۳۲          | ۱٫۷۲ کیلومترمربع   | ۳۶۷٫۴۴ نفر در کیلومترمربع   |
| نورث جانز، آلاباما             | جفرسون                  | ۱۴۵          | ۰٫۵۳ کیلومترمربع   | ۲۷۳٫۵۸ نفر در کیلومترمربع   |
| نورثپورت، آلاباما              | تاسکالوسا               | ۲۳٬۳۳۰       | ۴۴٫۰۵ کیلومترمربع  | ۵۲۹٫۶۳ نفر در کیلومترمربع   |
| نوتاسولگا، آلاباما             | میکن لی                 | ۹۶۵          | ۳۶٫۱۴ کیلومترمربع  | ۲۶٫۷ نفر در کیلومترمربع     |
| اوک گروو، آلاباما              | تالادیگا                | ۵۲۸          | ۴٫۶۱ کیلومترمربع   | ۱۱۴٫۵۳ نفر در کیلومترمربع   |
| اوک هیل، آلاباما               | ویلکاکس                 | ۲۶           | ۱٫۴۵ کیلومترمربع   | ۱۷٫۹۳ نفر در کیلومترمربع    |
| اوکمن، آلاباما                 | واکر                    | ۷۸۹          | ۸٫۰۱ کیلومترمربع   | ۹۸٫۵ نفر در کیلومترمربع     |
| اودنویل، آلاباما               | سینت کلیر               | ۳٬۵۸۵        | ۳۵٫۳ کیلومترمربع   | ۱۰۱٫۵۶ نفر در کیلومترمربع   |
| اوهتچی، آلاباما                | کلهون                   | ۱٬۱۷۰        | ۱۵٫۳۹ کیلومترمربع  | ۷۶٫۰۲ نفر در کیلومترمربع    |
| اونیئونتا، آلاباما             | بلاونت                  | ۶٬۵۶۷        | ۳۹٫۴۹ کیلومترمربع  | ۱۶۶٫۳ نفر در کیلومترمربع    |
| اونیچا، آلاباما                | کاوینگتون               | ۱۸۴          | ۲٫۰۷ کیلومترمربع   | ۸۸٫۸۹ نفر در کیلومترمربع    |
| اوپلیکا، آلاباما               | لی                      | ۲۶٬۴۷۷       | ۱۵۶٫۷۱ کیلومترمربع | ۱۶۸٫۹۶ نفر در کیلومترمربع   |
| آپ، آلاباما                    | کاوینگتون               | ۶٬۶۵۹        | ۶۳٫۶۸ کیلومترمربع  | ۱۰۴٫۵۷ نفر در کیلومترمربع   |
| آرنج بیچ، آلاباما              | بالدوین                 | ۵٬۴۴۱        | ۴۱٫۳۱ کیلومترمربع  | ۱۳۱٫۷۱ نفر در کیلومترمربع   |
| آویل، آلاباما                  | دالاس                   | ۲۰۴          | ۲٫۶۹ کیلومترمربع   | ۷۵٫۸۴ نفر در کیلومترمربع    |
| اونز کراس رودز، آلاباما        | مدیسون                  | ۱٬۵۲۱        | ۲۱٫۸ کیلومترمربع   | ۶۹٫۷۷ نفر در کیلومترمربع    |
| آکسفورد، آلاباما               | کلهون تالادیگا          | ۲۱٬۳۴۸       | ۸۰٫۲۸ کیلومترمربع  | ۲۶۵٫۹۲ نفر در کیلومترمربع   |
| اوزارک، آلاباما                | دیل                     | ۱۴٬۹۰۷       | ۸۸٫۹۲ کیلومترمربع  | ۱۶۷٫۶۵ نفر در کیلومترمربع   |
| پینت راک، آلاباما              | جکسون                   | ۲۱۰          | ۱٫۱۵ کیلومترمربع   | ۱۸۲٫۶۱ نفر در کیلومترمربع   |
| پریش، آلاباما                  | واکر                    | ۹۸۲          | ۵٫۴۲ کیلومترمربع   | ۱۸۱٫۱۸ نفر در کیلومترمربع   |
| پلهم، آلاباما                  | شلبی                    | ۲۱٬۳۵۲       | ۱۰۲٫۳۸ کیلومترمربع | ۲۰۸٫۵۶ نفر در کیلومترمربع   |
| پل سیتی، آلاباما               | سینت کلیر               | ۱۲٬۶۹۵       | ۷۱٫۲۴ کیلومترمربع  | ۱۷۸٫۲ نفر در کیلومترمربع    |
| پنینگتن، آلاباما               | چوکتا                   | ۲۲۱          | ۵٫۰۸ کیلومترمربع   | ۴۳٫۵ نفر در کیلومترمربع     |
| پردیدوبیچ، آلاباما             | بالدوین                 | ۵۸۱          | ۳٫۲۲ کیلومترمربع   | ۱۸۰٫۴۳ نفر در کیلومترمربع   |
| پتری، آلاباما                  | کرنشا                   | ۵۸           | ۱٫۹۵ کیلومترمربع   | ۲۹٫۷۴ نفر در کیلومترمربع    |
| فنیکس سیتی، آلاباما            | راسل لی                 | ۳۲٬۸۲۲       | ۷۲٫۲۸ کیلومترمربع  | ۴۵۴٫۱ نفر در کیلومترمربع    |
| فیل کمپبل، آلاباما             | فرانکلین                | ۱٬۱۴۸        | ۱۰٫۵۷ کیلومترمربع  | ۱۰۸٫۶۱ نفر در کیلومترمربع   |
| پیکنزویل                       | پیکنز                   | ۶۰۸          | ۲۶٫۰۵ کیلومترمربع  | ۲۳٫۳۴ نفر در کیلومترمربع    |
| پیدمونت، آلاباما               | کلهون چروکی             | ۴٬۸۷۸        | ۲۵٫۵۹ کیلومترمربع  | ۱۹۰٫۶۲ نفر در کیلومترمربع   |
| پایک راود، آلاباما             | مونتگمری                | ۵٬۴۰۶        | ۸۲٫۷۴ کیلومترمربع  | ۶۵٫۳۴ نفر در کیلومترمربع    |
| پینکارد، آلاباما               | دیل                     | ۶۴۷          | ۱۳٫۸۳ کیلومترمربع  | ۴۶٫۷۸ نفر در کیلومترمربع    |
| پاین اپل، آلاباما              | ویلکاکس                 | ۱۳۲          | ۸٫۰۳ کیلومترمربع   | ۱۶٫۴۴ نفر در کیلومترمربع    |
| پاین هیل، آلاباما              | ویلکاکس                 | ۹۷۵          | ۹٫۸۹ کیلومترمربع   | ۹۸٫۵۸ نفر در کیلومترمربع    |
| پاین ریج، آلاباما              | دیکلب                   | ۲۸۲          | ۳٫۳۶ کیلومترمربع   | ۸۳٫۹۳ نفر در کیلومترمربع    |
| پینسان، آلاباما                | جفرسون                  | ۷٬۱۶۳        | ۲۶٫۲۳ کیلومترمربع  | ۲۷۳٫۰۸ نفر در کیلومترمربع   |
| پیسگه، آلاباما                 | جکسون                   | ۷۲۲          | ۱۲٫۴۳ کیلومترمربع  | ۵۸٫۰۹ نفر در کیلومترمربع    |
| پلیزنت گروو، آلاباما           | جفرسون                  | ۱۰٬۱۱۰       | ۲۵٫۶۲ کیلومترمربع  | ۳۹۴٫۶۱ نفر در کیلومترمربع   |
| پلیزنت گرووز، آلاباما          | جکسون                   | ۴۲۰          | ۹٫۴۵ کیلومترمربع   | ۴۴٫۴۴ نفر در کیلومترمربع    |
| پولارد، آلاباما                | اسکامبیا                | ۱۳۷          | ۲٫۸۹ کیلومترمربع   | ۴۷٫۴ نفر در کیلومترمربع     |
| پاول، آلاباما                  | دیکلب                   | ۹۵۵          | ۱۲٫۸۵ کیلومترمربع  | ۷۴٫۳۲ نفر در کیلومترمربع    |
| پرتویل، آلاباما                | اوتوگا المور            | ۳۳٬۹۶۰       | ۸۷٫۴۱ کیلومترمربع  | ۳۸۸٫۵۱ نفر در کیلومترمربع   |
| پرایسویل، آلاباما              | مورگان                  | ۲٬۶۵۸        | ۱۳٫۶۲ کیلومترمربع  | ۱۹۵٫۱۵ نفر در کیلومترمربع   |
| پریچارد، آلاباما               | موبایل                  | ۲۲٬۶۵۹       | ۶۶٫۰۲ کیلومترمربع  | ۳۴۳٫۲۱ نفر در کیلومترمربع   |
| پروویدنس، آلاباما              | مارنگو                  | ۲۲۳          | ۴٫۵۲ کیلومترمربع   | ۴۹٫۳۴ نفر در کیلومترمربع    |
| راگلند، آلاباما                | سینت کلیر               | ۱٬۶۳۹        | ۴۳٫۷۱ کیلومترمربع  | ۳۷٫۵ نفر در کیلومترمربع     |
| رینبو سیتی، آلاباما            | اتوا                    | ۹٬۶۰۲        | ۶۶٫۳۱ کیلومترمربع  | ۱۴۴٫۸ نفر در کیلومترمربع    |
| رینزویل، آلاباما               | دیکلب                   | ۴٬۹۴۸        | ۵۳٫۲۹ کیلومترمربع  | ۹۲٫۸۵ نفر در کیلومترمربع    |
| رنبرن، آلاباما                 | کلبرن                   | ۴۰۹          | ۴٫۱۱ کیلومترمربع   | ۹۹٫۵۱ نفر در کیلومترمربع    |
| رد بی، آلاباما                 | فرانکلین                | ۳٬۱۵۸        | ۲۵٫۴۹ کیلومترمربع  | ۱۲۳٫۸۹ نفر در کیلومترمربع   |
| رد لول، آلاباما                | کاوینگتون               | ۴۸۷          | ۴٫۹۹ کیلومترمربع   | ۹۷٫۶ نفر در کیلومترمربع     |
| ریس سیتی، آلاباما              | اتوا                    | ۶۵۳          | ۹٫۲۱ کیلومترمربع   | ۷۰٫۹ نفر در کیلومترمربع     |
| ریفورم، آلاباما                | پیکنز                   | ۱٬۷۰۲        | ۲۰٫۸۱ کیلومترمربع  | ۸۱٫۷۹ نفر در کیلومترمربع    |
| رهابث، آلاباما                 | هوستون                  | ۱٬۲۹۷        | ۱۹٫۷۱ کیلومترمربع  | ۶۵٫۸ نفر در کیلومترمربع     |
| رپتن، آلاباما                  | کونه کاه                | ۲۸۲          | ۲٫۵ کیلومترمربع    | ۱۱۲٫۸ نفر در کیلومترمربع    |
| ریدجویل، آلاباما               | اتوا                    | ۱۱۲          | ۲٫۱۳ کیلومترمربع   | ۵۲٫۵۸ نفر در کیلومترمربع    |
| ریور فالز، آلاباما             | کاوینگتون               | ۵۲۶          | ۱۸٫۳۸ کیلومترمربع  | ۲۸٫۶۲ نفر در کیلومترمربع    |
| ریورساید، آلاباما              | سینت کلیر               | ۲٬۲۰۸        | ۲۶٫۹۶ کیلومترمربع  | ۸۱٫۹ نفر در کیلومترمربع     |
| ریورویو، آلاباما               | اسکامبیا                | ۱۸۴          | ۳٫۸ کیلومترمربع    | ۴۸٫۴۲ نفر در کیلومترمربع    |
| روآنوک، آلاباما                | راندولف                 | ۶٬۰۷۴        | ۴۹٫۵۱ کیلومترمربع  | ۱۲۲٫۶۸ نفر در کیلومترمربع   |
| روبرتسدیل، آلاباما             | بالدوین                 | ۵٬۲۷۶        | ۱۴٫۱۵ کیلومترمربع  | ۳۷۲٫۸۶ نفر در کیلومترمربع   |
| راکفورد، آلاباما               | کائوسا                  | ۴۷۷          | ۸٫۶ کیلومترمربع    | ۵۵٫۴۷ نفر در کیلومترمربع    |
| راجرزویل، آلاباما              | لودردیل                 | ۱٬۲۵۷        | ۷٫۸۶ کیلومترمربع   | ۱۵۹٫۹۲ نفر در کیلومترمربع   |
| روزا، آلاباما                  | بلاونت                  | ۳۱۶          | ۹٫۷۷ کیلومترمربع   | ۳۲٫۳۴ نفر در کیلومترمربع    |
| راسلویل، آلاباما               | فرانکلین                | ۹٬۸۳۰        | ۳۴٫۹۸ کیلومترمربع  | ۲۸۱٫۰۲ نفر در کیلومترمربع   |
| راتلج، آلاباما                 | کرنشا                   | ۴۶۷          | ۱۵٫۱۸ کیلومترمربع  | ۳۰٫۷۶ نفر در کیلومترمربع    |
| سینت فلوریان، آلاباما          | لودردیل                 | ۴۱۳          | ۹٫۵۷ کیلومترمربع   | ۴۳٫۱۶ نفر در کیلومترمربع    |
| سامسون، آلاباما                | جنیوا                   | ۱٬۹۴۰        | ۹٫۳۹ کیلومترمربع   | ۲۰۶٫۶ نفر در کیلومترمربع    |
| سند راک، آلاباما               | چروکی دیکلب             | ۵۶۰          | ۱۱٫۲۹ کیلومترمربع  | ۴۹٫۶ نفر در کیلومترمربع     |
| سنفورد، آلاباما                | کاوینگتون               | ۲۴۱          | ۱۰٫۹۳ کیلومترمربع  | ۲۲٫۰۵ نفر در کیلومترمربع    |
| سارالند، آلاباما               | موبایل                  | ۱۳٬۴۰۵       | ۶۰٫۴۶ کیلومترمربع  | ۲۲۱٫۷۲ نفر در کیلومترمربع   |
| ساردیس سیتی، آلاباما           | اتوا                    | ۱٬۷۰۴        | ۲۰٫۳۸ کیلومترمربع  | ۸۳٫۶۱ نفر در کیلومترمربع    |
| ستسوما، آلاباما                | موبایل                  | ۶٬۱۶۸        | ۱۹٫۶ کیلومترمربع   | ۳۱۴٫۶۹ نفر در کیلومترمربع   |
| اسکاتسبرا، آلاباما             | جکسون                   | ۱۴٬۷۷۰       | ۱۴۸٫۶۸ کیلومترمربع | ۹۹٫۳۴ نفر در کیلومترمربع    |
| سکشن، آلاباما                  | جکسون                   | ۷۷۰          | ۱۱٫۸۴ کیلومترمربع  | ۶۵٫۰۳ نفر در کیلومترمربع    |
| سلما، آلاباما                  | دالاس                   | ۲۰٬۷۵۶       | ۳۷٫۳ کیلومترمربع   | ۵۵۶٫۴۶ نفر در کیلومترمربع   |
| شفیلد، آلاباما                 | کولبرت                  | ۹٬۰۳۹        | ۱۶٫۷۳ کیلومترمربع  | ۵۴۰٫۲۹ نفر در کیلومترمربع   |
| دیکلب                          | دیکلب                   | ۲۷۴          | ۴٫۴۴ کیلومترمربع   | ۶۱٫۷۱ نفر در کیلومترمربع    |
| شورتر، آلاباما                 | میکن                    | ۴۷۴          | ۱۱٫۸۳ کیلومترمربع  | ۴۰٫۰۷ نفر در کیلومترمربع    |
| سایلس، آلاباما                 | چوکتا                   | ۴۵۲          | ۱۳٫۴۹ کیلومترمربع  | ۳۳٫۵۱ نفر در کیلومترمربع    |
| سیلورهیل، آلاباما              | بالدوین                 | ۷۰۶          | ۳٫۱۱ کیلومترمربع   | ۲۲۷٫۰۱ نفر در کیلومترمربع   |
| سیپزی، آلاباما                 | واکر                    | ۴۳۷          | ۱٫۲۵ کیلومترمربع   | ۳۴۹٫۶ نفر در کیلومترمربع    |
| اسکایلاین، آلاباما             | جکسون                   | ۸۵۱          | ۱۰٫۳۶ کیلومترمربع  | ۸۲٫۱۴ نفر در کیلومترمربع    |
| اسلوکوم، آلاباما               | جنیوا                   | ۱٬۹۸۰        | ۲۴٫۶ کیلومترمربع   | ۸۰٫۴۹ نفر در کیلومترمربع    |
| اسمیتس استیشن، آلاباما         | لی                      | ۴٬۹۲۶        | ۱۷٫۱۵ کیلومترمربع  | ۲۸۷٫۲۳ نفر در کیلومترمربع   |
| اسنید، آلاباما                 | بلاونت                  | ۸۳۵          | ۱۳٫۶۷ کیلومترمربع  | ۶۱٫۰۸ نفر در کیلومترمربع    |
| سامرویل، آلاباما               | مورگان                  | ۷۲۴          | ۷٫۱۲ کیلومترمربع   | ۱۰۱٫۶۹ نفر در کیلومترمربع   |
| ساوث واینمونت، آلاباما         | کالمن                   | ۷۴۹          | ۲٫۲۹ کیلومترمربع   | ۳۲۷٫۰۷ نفر در کیلومترمربع   |
| ساوث ساید، آلاباما             | اتوا کلهون              | ۸٬۴۱۲        | ۴۹٫۵۹ کیلومترمربع  | ۱۶۹٫۶۳ نفر در کیلومترمربع   |
| اسپنیش فورت، آلاباما           | بالدوین                 | ۶٬۷۹۸        | ۸۶٫۵۳ کیلومترمربع  | ۷۸٫۵۶ نفر در کیلومترمربع    |
| اسپرینگویل، آلاباما            | سینت کلیر               | ۴٬۰۸۰        | ۲۳٫۱۵ کیلومترمربع  | ۱۷۶٫۲۴ نفر در کیلومترمربع   |
| استیل، آلاباما                 | سینت کلیر               | ۱٬۰۴۳        | ۱۷٫۴۶ کیلومترمربع  | ۵۹٫۷۴ نفر در کیلومترمربع    |
| استیونسن، آلاباما              | جکسون                   | ۲٬۰۴۶        | ۲۱٫۰۶ کیلومترمربع  | ۹۷٫۱۵ نفر در کیلومترمربع    |
| سالیجنت، آلاباما               | لامار                   | ۱٬۹۲۷        | ۲۰٫۲۹ کیلومترمربع  | ۹۴٫۹۷ نفر در کیلومترمربع    |
| سامیتن، آلاباما                | واکر جفرسون             | ۲٬۵۲۰        | ۱۳٫۵۵ کیلومترمربع  | ۱۸۵٫۹۸ نفر در کیلومترمربع   |
| سامردیل، آلاباما               | بالدوین                 | ۸۶۲          | ۲۵٫۱۸ کیلومترمربع  | ۳۴٫۲۳ نفر در کیلومترمربع    |
| سوزان مور، آلاباما             | بلاونت                  | ۷۶۳          | ۱۳٫۵۹ کیلومترمربع  | ۵۶٫۱۴ نفر در کیلومترمربع    |
| سوئیت واتر، آلاباما            | مارنگو                  | ۲۵۸          | ۵٫۲۴ کیلومترمربع   | ۴۹٫۲۴ نفر در کیلومترمربع    |
| سیلاکوگا، آلاباما              | تالادیگا                | ۱۲٬۷۴۹       | ۵۰٫۸۷ کیلومترمربع  | ۲۵۰٫۶۲ نفر در کیلومترمربع   |
| سیلوان اسپرینگز، آلاباما       | جفرسون                  | ۱٬۵۴۲        | ۲۲٫۵ کیلومترمربع   | ۶۸٫۵۳ نفر در کیلومترمربع    |
| سیلوینیا، آلاباما              | دیکلب                   | ۱٬۸۳۷        | ۲۲٫۲ کیلومترمربع   | ۸۲٫۷۵ نفر در کیلومترمربع    |
| تالادگا اسپرینگز، آلاباما      | تالادیگا                | ۱۶۶          | ۳٫۲۲ کیلومترمربع   | ۵۱٫۵۵ نفر در کیلومترمربع    |
| تالادگا، آلاباما               | تالادیگا                | ۱۵٬۶۷۶       | ۶۲٫۳ کیلومترمربع   | ۲۵۱٫۶۲ نفر در کیلومترمربع   |
| تالاسی، آلاباما                | المور تالاپوسا          | ۴٬۸۱۹        | ۲۶٫۵۷ کیلومترمربع  | ۱۸۱٫۳۷ نفر در کیلومترمربع   |
| تارانت، آلاباما                | جفرسون                  | ۶٬۳۹۷        | ۱۶٫۵۵ کیلومترمربع  | ۳۸۶٫۵۳ نفر در کیلومترمربع   |
| تیلور، آلاباما                 | هوستون جنیوا            | ۲٬۳۷۵        | ۱۹٫۲۷ کیلومترمربع  | ۱۲۳٫۲۵ نفر در کیلومترمربع   |
| توماستن، آلاباما               | مارنگو                  | ۴۱۷          | ۵٫۲۱ کیلومترمربع   | ۸۰٫۰۴ نفر در کیلومترمربع    |
| توماسویل، آلاباما              | کلارک                   | ۴٬۲۰۹        | ۲۲٫۶ کیلومترمربع   | ۱۸۶٫۲۴ نفر در کیلومترمربع   |
| ثورزبی، آلاباما                | چیلتون                  | ۱٬۹۸۰        | ۱۳٫۳۱ کیلومترمربع  | ۱۴۸٫۷۶ نفر در کیلومترمربع   |
| تاون کریک، آلاباما             | لاورنس                  | ۱٬۱۰۰        | ۶٫۹۵ کیلومترمربع   | ۱۵۸٫۲۷ نفر در کیلومترمربع   |
| توکسی، آلاباما                 | چوکتا                   | ۱۳۷          | ۱٫۷۷ کیلومترمربع   | ۷۷٫۴ نفر در کیلومترمربع     |
| ترتفورد، آلاباما               | جفرسون                  | ۶۴۶          | ۶٫۳۲ کیلومترمربع   | ۱۰۲٫۲۲ نفر در کیلومترمربع   |
| تریانا، آلاباما                | مدیسون                  | ۴۹۶          | ۳٫۲۸ کیلومترمربع   | ۱۵۱٫۲۲ نفر در کیلومترمربع   |
| ترینیتی، آلاباما               | مورگان                  | ۲٬۰۹۵        | ۱۱٫۴۴ کیلومترمربع  | ۱۸۳٫۱۳ نفر در کیلومترمربع   |
| تروی، آلاباما                  | پایک                    | ۱۸٬۰۳۳       | ۷۱٫۷۷ کیلومترمربع  | ۲۵۱٫۲۶ نفر در کیلومترمربع   |
| تراسویل، آلاباما               | جفرسون سینت کلیر        | ۱۹٬۹۳۳       | ۸۶٫۵۲ کیلومترمربع  | ۲۳۰٫۳۹ نفر در کیلومترمربع   |
| تاسکالوسا، آلاباما             | تاسکالوسا               | ۹۰٬۴۶۸       | ۱۸۲٫۲۱ کیلومترمربع | ۴۹۶٫۵ نفر در کیلومترمربع    |
| تاسکامبیا، آلاباما             | کولبرت                  | ۸٬۴۲۳        | ۲۲٫۷۷ کیلومترمربع  | ۳۶۹٫۹۲ نفر در کیلومترمربع   |
| تاسکجی، آلاباما                | میکن                    | ۹٬۸۶۵        | ۴۲٫۴۱ کیلومترمربع  | ۲۳۲٫۶۱ نفر در کیلومترمربع   |
| توئین، آلاباما                 | ماریون                  | ۳۹۹          | ۸٫۷۴ کیلومترمربع   | ۴۵٫۶۵ نفر در کیلومترمربع    |
| یونیون گروو، آلاباما           | مارشال                  | ۷۷           | ۱٫۴۷ کیلومترمربع   | ۵۲٫۳۸ نفر در کیلومترمربع    |
| یونیون اسپرینگز، آلاباما       | بولاک                   | ۳٬۹۸۰        | ۱۷٫۳۳ کیلومترمربع  | ۲۲۹٫۶۶ نفر در کیلومترمربع   |
| یونیون، آلاباما                | گرین                    | ۲۳۷          | ۲٫۱۳ کیلومترمربع   | ۱۱۱٫۲۷ نفر در کیلومترمربع   |
| یونیونتاون، آلاباما            | پری                     | ۱٬۷۷۵        | ۳٫۴۴ کیلومترمربع   | ۵۱۵٫۹۹ نفر در کیلومترمربع   |
| ولی، آلاباما                   | چمبرز                   | ۹٬۵۲۴        | ۲۸٫۵۷ کیلومترمربع  | ۳۳۳٫۳۶ نفر در کیلومترمربع   |
| ولی گرندز، آلاباما             | دالاس                   | ۴٬۰۲۰        | ۸۷٫۵۹ کیلومترمربع  | ۴۵٫۹ نفر در کیلومترمربع     |
| ولی هد، آلاباما                | دیکلب                   | ۵۵۸          | ۸٫۹۹ کیلومترمربع   | ۶۲٫۰۷ نفر در کیلومترمربع    |
| ونس، آلاباما                   | تاسکالوسا بیب           | ۱٬۵۲۹        | ۲۶٫۴۵ کیلومترمربع  | ۵۷٫۸۱ نفر در کیلومترمربع    |
| ورون، آلاباما                  | لامار                   | ۲٬۰۰۰        | ۱۵٫۲۲ کیلومترمربع  | ۱۳۱٫۴۱ نفر در کیلومترمربع   |
| وستاویا هیلز، آلاباما          | جفرسون شلبی             | ۳۴٬۰۳۳       | ۵۰٫۸۳ کیلومترمربع  | ۶۶۹٫۵۵ نفر در کیلومترمربع   |
| وینا، آلاباما                  | فرانکلین                | ۳۵۸          | ۱۲٫۴۴ کیلومترمربع  | ۲۸٫۷۸ نفر در کیلومترمربع    |
| وینسنت، آلاباما                | شلبی سینت کلیر تالادیگا | ۱٬۹۸۸        | ۵۱٫۶۵ کیلومترمربع  | ۳۸٫۴۹ نفر در کیلومترمربع    |
| وردنبرگ، آلاباما               | مونرو                   | ۳۱۲          | ۳٫۹۳ کیلومترمربع   | ۷۹٫۳۹ نفر در کیلومترمربع    |
| وادلی، آلاباما                 | راندولف                 | ۷۵۱          | ۳٫۹۴ کیلومترمربع   | ۱۹۰٫۶۱ نفر در کیلومترمربع   |
| وادو، آلاباما                  | تالادیگا                | ۲۸۳          | ۷٫۴۱ کیلومترمربع   | ۳۸٫۱۹ نفر در کیلومترمربع    |
| والنات گروو، آلاباما           | اتوا                    | ۶۹۸          | ۱۳٫۰۵ کیلومترمربع  | ۵۳٫۴۹ نفر در کیلومترمربع    |
| واریر، آلاباما                 | جفرسون بلاونت           | ۳٬۱۷۶        | ۲۵٫۳۱ کیلومترمربع  | ۱۲۵٫۴۸ نفر در کیلومترمربع   |
| واترلو، آلاباما                | لودردیل                 | ۲۰۳          | ۲٫۰۸ کیلومترمربع   | ۹۷٫۶ نفر در کیلومترمربع     |
| ویورلی، آلاباما                | چمبرز لی                | ۱۴۵          | ۷٫۱ کیلومترمربع    | ۲۰٫۴۲ نفر در کیلومترمربع    |
| ویور، آلاباما                  | کلهون                   | ۳٬۰۳۸        | ۸٫۹۸ کیلومترمربع   | ۳۳۸٫۳۱ نفر در کیلومترمربع   |
| وب، آلاباما                    | هوستون                  | ۱٬۴۳۰        | ۲۹٫۵۲ کیلومترمربع  | ۴۸٫۴۴ نفر در کیلومترمربع    |
| ودووی، آلاباما                 | راندولف                 | ۸۲۳          | ۹٫۱۳ کیلومترمربع   | ۹۰٫۱۴ نفر در کیلومترمربع    |
| وست بلاکتن، آلاباما            | بیب                     | ۱٬۲۴۰        | ۱۱٫۸۹ کیلومترمربع  | ۱۰۴٫۲۹ نفر در کیلومترمربع   |
| وست جفرسن، آلاباما             | جفرسون                  | ۳۳۸          | ۲٫۴ کیلومترمربع    | ۱۴۰٫۸۳ نفر در کیلومترمربع   |
| وست پوینت، آلاباما             | کالمن                   | ۵۸۶          | ۸٫۹۱ کیلومترمربع   | ۶۵٫۷۷ نفر در کیلومترمربع    |
| وست اور، آلاباما               | شلبی                    | ۱٬۲۷۵        | ۴۸ کیلومترمربع     | ۲۶٫۵۶ نفر در کیلومترمربع    |
| وتامپکا، آلاباما               | المور                   | ۶٬۵۲۸        | ۲۷٫۱۹ کیلومترمربع  | ۲۴۰٫۰۹ نفر در کیلومترمربع   |
| وایت هال، آلاباما              | لاوندز                  | ۸۵۸          | ۴۰٫۲۴ کیلومترمربع  | ۲۱٫۳۲ نفر در کیلومترمربع    |
| ویلسنویل، آلاباما              | شلبی                    | ۱٬۸۲۷        | ۲۸٫۱ کیلومترمربع   | ۶۵٫۰۲ نفر در کیلومترمربع    |
| ویلتن، آلاباما                 | شلبی                    | ۶۸۷          | ۲٫۶ کیلومترمربع    | ۲۶۴٫۲۳ نفر در کیلومترمربع   |
| وینفیلد، آلاباما               | ماریون فایت             | ۴٬۷۱۷        | ۴۴٫۸۸ کیلومترمربع  | ۱۰۵٫۱ نفر در کیلومترمربع    |
| وودلند، آلاباما                | راندولف                 | ۱۸۴          | ۴٫۰۴ کیلومترمربع   | ۴۵٫۵۴ نفر در کیلومترمربع    |
| ووداستاک، آلاباما              | بیب تاسکالوسا           | ۱٬۴۲۸        | ۱۸٫۷۲ کیلومترمربع  | ۷۶٫۲۸ نفر در کیلومترمربع    |
| وودویل، آلاباما                | جکسون                   | ۷۴۶          | ۱۷٫۲۵ کیلومترمربع  | ۴۳٫۲۵ نفر در کیلومترمربع    |
| یلوبلاف، آلاباما               | ویلکاکس                 | ۱۸۸          | ۱٫۲ کیلومترمربع    | ۱۵۶٫۶۷ نفر در کیلومترمربع   |
| یورک، آلاباما                  | سامتر                   | ۲٬۵۳۸        | ۱۷٫۸۳ کیلومترمربع  | ۱۴۲٫۳۴ نفر در کیلومترمربع   |

## Census-designated places
There are ۱۱۸ مکان مختص سرشماری in Alabama.
| نام مکان                   | شهرستان آمریکا[A]          | جمعیت (۲۰۱۰) | مساحت (۲۰۱۰)      | تراکم (۲۰۱۰)            |
| -------------------------- | -------------------------- | ------------ | ----------------- | ----------------------- |
| آباندا، آلاباما            | شهرستان چمبرز، آلاباما     | ۱۹۲          | ۷٫۸ کیلومترمربع   | ۲۴٫۶۲ در کیلومترمربع    |
| آلکساندریا (آلاباما)       | شهرستان کلهون، آلاباما     | ۳٬۹۱۷        | ۲۸٫۸۲ کیلومترمربع | ۱۳۵٫۹۱ در کیلومترمربع   |
| اکسیس، آلاباما             | شهرستان موبایل، آلاباما    | ۷۵۷          | ۱۰٫۱۹ کیلومترمربع | ۷۴٫۲۹ در کیلومترمربع    |
| بال‌پلی، آلاباما            | شهرستان اتوا، آلاباما      | ۱٬۵۸۰        | ۶۱٫۲ کیلومترمربع  | ۲۵٫۸۲ در کیلومترمربع    |
| بلگرین، آلاباما            | شهرستان فرانکلین، آلاباما  | ۱۲۹          | ۳٫۲ کیلومترمربع   | ۴۰٫۳۱ در کیلومترمربع    |
| بلامی، آلاباما             | شهرستان سامتر، آلاباما     | ۵۴۳          | ۹٫۸۹ کیلومترمربع  | ۵۴٫۹ در کیلومترمربع     |
| بل فونتین، آلاباما         | شهرستان موبایل، آلاباما    | ۶۰۸          | ۴٫۹۷ کیلومترمربع  | ۱۲۲٫۳۳ در کیلومترمربع   |
| بلو ریج (آلاباما)          | شهرستان المور، آلاباما     | ۱٬۳۴۱        | ۲۰٫۳۴ کیلومترمربع | ۶۵٫۹۳ در کیلومترمربع    |
| بویکین، آلاباما            | شهرستان ویلکاکس، آلاباما   | ۲۷۵          | ۶٫۹۲ کیلومترمربع  | ۳۹٫۷۴ در کیلومترمربع    |
| برانت‌لیویل، آلاباما        | شهرستان شلبی، آلاباما      | ۸۸۴          | ۵٫۶۴ کیلومترمربع  | ۱۵۶٫۷۴ در کیلومترمربع   |
| بریستو کو، آلاباما         | شهرستان اتوا، آلاباما      | ۶۸۳          | ۲۸٫۰۸ کیلومترمربع | ۲۴٫۳۲ در کیلومترمربع    |
| بروک هایلند، آلاباما       | شهرستان شلبی، آلاباما      | ۶٬۷۴۶        | ۷٫۴۷ کیلومترمربع  | ۹۰۳٫۰۸ در کیلومترمربع   |
| بروم‌تاون، آلاباما          | شهرستان چروکی، آلاباما     | ۱۸۲          | ۱۲٫۱۶ کیلومترمربع | ۱۴٫۹۷ در کیلومترمربع    |
| باکس، آلاباما              | شهرستان موبایل، آلاباما    | ۳۲           | ۱٫۱ کیلومترمربع   | ۲۹٫۰۹ در کیلومترمربع    |
| کالورت، آلاباما            | شهرستان واشینگتن، آلاباما  | ۲۷۷          | ۸٫۹۷ کیلومترمربع  | ۳۰٫۸۸ در کیلومترمربع    |
| کارلایل-راکلج، آلاباما     | شهرستان اتوا، آلاباما      | ۲٬۱۳۷        | ۴۱٫۹۴ کیلومترمربع | ۵۰٫۹۵ در کیلومترمربع    |
| کارلتن، آلاباما            | شهرستان کلارک، آلاباما     | ۶۵           | ۱۱٫۷۴ کیلومترمربع | ۵٫۵۴ در کیلومترمربع     |
| کاترین، آلاباما            | شهرستان ویلکاکس، آلاباما   | ۲۲           | ۵٫۹۴ کیلومترمربع  | ۳٫۷ در کیلومترمربع      |
| چوکولوکو، آلاباما          | شهرستان کلهون، آلاباما     | ۲٬۸۰۴        | ۳۰٫۴ کیلومترمربع  | ۹۲٫۲۴ در کیلومترمربع    |
| چانچالا، آلاباما           | شهرستان موبایل، آلاباما    | ۲۱۰          | ۴٫۷ کیلومترمربع   | ۴۴٫۶۸ در کیلومترمربع    |
| کوتس بند، آلاباما          | شهرستان اتوا، آلاباما      | ۱٬۳۹۴        | ۲۲٫۱۴ کیلومترمربع | ۶۲٫۹۶ در کیلومترمربع    |
| کونکورد، آلاباما           | شهرستان جفرسون، آلاباما    | ۱٬۸۳۷        | ۸٫۷۶ کیلومترمربع  | ۲۰۹٫۷ در کیلومترمربع    |
| کالومبرگ، آلاباما          | شهرستان چوکتا، آلاباما     | ۱۷۱          | ۱۳٫۸۴ کیلومترمربع | ۱۲٫۳۶ در کیلومترمربع    |
| دیر پارک، آلاباما          | شهرستان واشینگتن، آلاباما  | ۱۸۸          | ۸٫۲۵ کیلومترمربع  | ۲۲٫۷۹ در کیلومترمربع    |
| دلتا، آلاباما              | شهرستان کلی، آلاباما       | ۱۹۷          | ۲۰٫۴۴ کیلومترمربع | ۹٫۶۴ در کیلومترمربع     |
| داناونت، آلاباما           | شهرستان شلبی، آلاباما      | ۹۸۱          | ۴۸٫۴۶ کیلومترمربع | ۲۰٫۲۴ در کیلومترمربع    |
| ایست پوینت، آلاباما        | شهرستان کالمن، آلاباما     | ۲۰۱          | ۳٫۰۳ کیلومترمربع  | ۶۶٫۳۴ در کیلومترمربع    |
| اجواتر، آلاباما            | شهرستان جفرسون، آلاباما    | ۸۸۳          | ۳٫۲ کیلومترمربع   | ۲۷۵٫۹۴ در کیلومترمربع   |
| ایجیپت، آلاباما            | شهرستان اتوا، آلاباما      | ۹۳۲          | ۲۳٫۳۴ کیلومترمربع | ۳۹٫۹۳ در کیلومترمربع    |
| امرلد ماونتین، آلاباما     | شهرستان المور، آلاباما     | ۲٬۵۶۱        | ۴۳٫۳۴ کیلومترمربع | ۵۹٫۰۹ در کیلومترمربع    |
| ایونولا، آلاباما           | شهرستان جینیوا، آلاباما    | ۲۴۳          | ۴٫۷۹ کیلومترمربع  | ۵۰٫۷۳ در کیلومترمربع    |
| فیرفورد، آلاباما           | شهرستان واشینگتن، آلاباما  | ۱۸۶          | ۷٫۹۵ کیلومترمربع  | ۲۳٫۴ در کیلومترمربع     |
| فایت‌ویل، آلاباما           | شهرستان تالادگا، آلاباما   | ۱٬۲۸۴        | ۵۱٫۲۱ کیلومترمربع | ۲۵٫۰۷ در کیلومترمربع    |
| فیتزپاتریک، آلاباما        | شهرستان بولاک، آلاباما     | ۸۳           | ۱۰٫۸۷ کیلومترمربع | ۷٫۶۴ در کیلومترمربع     |
| فارست‌دیل، آلاباما          | شهرستان جفرسون، آلاباما    | ۱۰٬۱۶۲       | ۱۷٫۷۷ کیلومترمربع | ۵۷۱٫۸۶ در کیلومترمربع   |
| فورت راکر، آلاباما         | شهرستان دیل، آلاباما       | ۴٬۶۳۶        | ۲۸٫۲۳ کیلومترمربع | ۱۶۴٫۲۲ در کیلومترمربع   |
| فردونیا، آلاباما           | شهرستان چمبرز، آلاباما     | ۱۹۹          | ۳۱٫۰۹ کیلومترمربع | ۶٫۴ در کیلومترمربع      |
| فروت‌دیل، آلاباما           | شهرستان واشینگتن، آلاباما  | ۱۸۵          | ۱۱٫۶۳ کیلومترمربع | ۱۵٫۹۱ در کیلومترمربع    |
| گالانت، آلاباما            | شهرستان اتوا، آلاباما      | ۸۵۵          | ۳۷٫۳۷ کیلومترمربع | ۲۲٫۸۸ در کیلومترمربع    |
| گراهام، آلاباما            | شهرستان راندولف، آلاباما   | ۲۱۱          | ۱۵٫۱۶ کیلومترمربع | ۱۳٫۹۲ در کیلومترمربع    |
| گرند بی، آلاباما           | شهرستان موبایل، آلاباما    | ۳٬۶۷۲        | ۲۲٫۵۳ کیلومترمربع | ۱۶۲٫۹۸ در کیلومترمربع   |
| گریسون ولی، آلاباما        | شهرستان جفرسون، آلاباما    | ۵٬۷۳۶        | ۵٫۱۷ کیلومترمربع  | ۱٬۱۰۹٫۴۸ در کیلومترمربع |
| گالفکرست، آلاباما          | شهرستان موبایل، آلاباما    | ۱۶۱          | ۳٫۹۳ کیلومترمربع  | ۴۰٫۹۷ در کیلومترمربع    |
| هکنی ویل، آلاباما          | شهرستان تالاپوسا، آلاباما  | ۳۴۷          | ۲۳٫۲۵ کیلومترمربع | ۱۴٫۹۲ در کیلومترمربع    |
| هاروست، آلاباما            | شهرستان مدیسون، آلاباما    | ۵٬۲۸۱        | ۳۲٫۱۱ کیلومترمربع | ۱۶۴٫۴۷ در کیلومترمربع   |
| هتان، آلاباما              | شهرستان لاورنس، آلاباما    | ۲۶۱          | ۳٫۴۷ کیلومترمربع  | ۷۵٫۲۲ در کیلومترمربع    |
| هیزل گرین، آلاباما         | شهرستان مدیسون، آلاباما    | ۳٬۶۳۰        | ۲۶٫۰۲ کیلومترمربع | ۱۳۹٫۵۱ در کیلومترمربع   |
| هایلند لیکس، آلاباما       | شهرستان شلبی، آلاباما      | ۳٬۹۲۶        | ۹٫۸۳ کیلومترمربع  | ۳۹۹٫۳۹ در کیلومترمربع   |
| هیسوپ، آلاباما             | شهرستان کائوسا، آلاباما    | ۶۵۸          | ۴۷٫۳ کیلومترمربع  | ۱۳٫۹۱ در کیلومترمربع    |
| هابسن، آلاباما             | شهرستان واشینگتن، آلاباما  | ۱۲۶          | ۷٫۷ کیلومترمربع   | ۱۶٫۳۶ در کیلومترمربع    |
| هالینز، آلاباما            | شهرستان کلی، آلاباما       | ۵۴۵          | ۳۰٫۷۵ کیلومترمربع | ۱۷٫۷۲ در کیلومترمربع    |
| هالینز کراسرودز، آلاباما   | شهرستان کلبرن، آلاباما     | ۶۰۸          | ۳۲٫۲۶ کیلومترمربع | ۱۸٫۸۵ در کیلومترمربع    |
| هالت، آلاباما              | شهرستان تاسکالوسا، آلاباما | ۳٬۶۳۸        | ۸٫۲۳ کیلومترمربع  | ۴۴۲٫۰۴ در کیلومترمربع   |
| هالت‌ویل، آلاباما           | شهرستان المور، آلاباما     | ۴٬۰۹۶        | ۶۵٫۳۴ کیلومترمربع | ۶۲٫۶۹ در کیلومترمربع    |
| هاگالی، آلاباما            | شهرستان چمبرز، آلاباما     | ۲٬۵۴۰        | ۲۱٫۶۲ کیلومترمربع | ۱۱۷٫۴۸ در کیلومترمربع   |
| آیولی، آلاباما             | شهرستان اتوا، آلاباما      | ۸۷۹          | ۱۹٫۳ کیلومترمربع  | ۴۵٫۵۴ در کیلومترمربع    |
| جوپا، آلاباما              | شهرستان کالمن، آلاباما     | ۵۰۱          | ۵٫۱ کیلومترمربع   | ۹۸٫۲۴ در کیلومترمربع    |
| لدونیا، آلاباما            | شهرستان راسل، آلاباما      | ۳٬۱۴۲        | ۸٫۱۳ کیلومترمربع  | ۳۸۶٫۴۷ در کیلومترمربع   |
| لیروی، آلاباما             | شهرستان واشینگتن، آلاباما  | ۹۱۱          | ۳۱٫۰۳ کیلومترمربع | ۲۹٫۳۶ در کیلومترمربع    |
| لوک اوت ماونتین، آلاباما   | شهرستان اتوا، آلاباما      | ۱٬۶۲۱        | ۳۹٫۶۷ کیلومترمربع | ۴۰٫۸۶ در کیلومترمربع    |
| مسدونیا، آلاباما           | شهرستان پیکنز، آلاباما     | ۲۹۲          | ۱۰٫۲۲ کیلومترمربع | ۲۸٫۵۷ در کیلومترمربع    |
| مالکوم، آلاباما            | شهرستان واشینگتن، آلاباما  | ۱۸۷          | ۶٫۱۷ کیلومترمربع  | ۳۰٫۳۱ در کیلومترمربع    |
| ماربری، آلاباما            | شهرستان اوتوگا، آلاباما    | ۱٬۴۱۸        | ۶۰٫۱۶ کیلومترمربع | ۲۳٫۵۷ در کیلومترمربع    |
| مک دونالد چپل، آلاباما     | شهرستان جفرسون، آلاباما    | ۷۱۷          | ۲٫۸ کیلومترمربع   | ۲۵۶٫۰۷ در کیلومترمربع   |
| مدوبروک، آلاباما           | شهرستان شلبی، آلاباما      | ۸٬۷۶۹        | ۱۰٫۹۴ کیلومترمربع | ۸۰۱٫۵۵ در کیلومترمربع   |
| مگارجل، آلاباما            | شهرستان مونرو، آلاباما     | ۶۲           | ۱٫۷۸ کیلومترمربع  | ۳۴٫۸۳ در کیلومترمربع    |
| مریدین‌ویل، آلاباما         | شهرستان مدیسون، آلاباما    | ۶٬۰۲۱        | ۴۰٫۳۹ کیلومترمربع | ۱۴۹٫۰۷ در کیلومترمربع   |
| مینیون، آلاباما            | شهرستان تالادگا، آلاباما   | ۱٬۲۸۴        | ۶٫۸۲ کیلومترمربع  | ۱۸۸٫۲۷ در کیلومترمربع   |
| میلرویل، آلاباما           | شهرستان کلی، آلاباما       | ۲۷۸          | ۱۷٫۴۱ کیلومترمربع | ۱۵٫۹۷ در کیلومترمربع    |
| ماینر، آلاباما             | شهرستان جفرسون، آلاباما    | ۱٬۰۹۴        | ۱٫۸۲ کیلومترمربع  | ۶۰۱٫۱ در کیلومترمربع    |
| مورس میل، آلاباما          | شهرستان مدیسون، آلاباما    | ۵٬۶۸۲        | ۳۵٫۶۶ کیلومترمربع | ۱۵۹٫۳۴ در کیلومترمربع   |
| موریسن کراسرودز، آلاباما   | شهرستان راندولف، آلاباما   | ۲۱۹          | ۱۳٫۶۴ کیلومترمربع | ۱۶٫۰۶ در کیلومترمربع    |
| ماونت آلیو، آلاباما        | شهرستان جفرسون، آلاباما    | ۳۷۱          | ۲۱٫۵۵ کیلومترمربع | ۱۷٫۲۲ در کیلومترمربع    |
| ماویکو، آلاباما            | شهرستان موبایل، آلاباما    | ۳۰۵          | ۲٫۰۳ کیلومترمربع  | ۱۵۰٫۲۵ در کیلومترمربع   |
| نانافالیا، آلاباما         | شهرستان مارنگو، آلاباما    | ۹۴           | ۵٫۶۲ کیلومترمربع  | ۱۶٫۷۳ در کیلومترمربع    |
| نانسیس کریک، آلاباما       | شهرستان کلهون، آلاباما     | ۴۰۷          | ۱۵٫۰۶ کیلومترمربع | ۲۷٫۰۳ در کیلومترمربع    |
| نیو مارکت، آلاباما         | شهرستان مدیسون، آلاباما    | ۱٬۵۹۷        | ۴۵٫۴۸ کیلومترمربع | ۳۵٫۱۱ در کیلومترمربع    |
| نیو یونین، آلاباما         | شهرستان اتوا، آلاباما      | ۹۵۵          | ۳۱٫۵۷ کیلومترمربع | ۳۰٫۲۵ در کیلومترمربع    |
| اور تاون، آلاباما          | شهرستان تالاپوسا، آلاباما  | ۶۴۱          | ۳۰٫۸۶ کیلومترمربع | ۲۰٫۷۷ در کیلومترمربع    |
| پنولا، آلاباما             | شهرستان سامتر، آلاباما     | ۱۴۴          | ۱٫۸۶ کیلومترمربع  | ۷۷٫۴۲ در کیلومترمربع    |
| پنتان، آلاباما             | شهرستان چمبرز، آلاباما     | ۲۰۱          | ۲۳٫۷۵ کیلومترمربع | ۸٫۴۶ در کیلومترمربع     |
| پیترمن، آلاباما            | شهرستان مونرو، آلاباما     | ۸۹           | ۱٫۱ کیلومترمربع   | ۸۰٫۹۱ در کیلومترمربع    |
| پاین لول، آلاباما          | شهرستان اوتوگا، آلاباما    | ۴٬۱۸۳        | ۶۴٫۳۸ کیلومترمربع | ۶۴٫۹۷ در کیلومترمربع    |
| پوینت کلیئر، آلاباما       | شهرستان بالدوین، آلاباما   | ۲٬۱۲۵        | ۱۴٫۳۳ کیلومترمربع | ۱۴۸٫۲۹ در کیلومترمربع   |
| پاتنم، آلاباما             | شهرستان مارنگو، آلاباما    | ۱۹۳          | ۲۴٫۵۷ کیلومترمربع | ۷٫۸۶ در کیلومترمربع     |
| ری، آلاباما                | شهرستان کائوسا، آلاباما    | ۴۴۳          | ۲۱٫۳۶ کیلومترمربع | ۲۰٫۷۴ در کیلومترمربع    |
| ردلند، آلاباما             | شهرستان المور، آلاباما     | ۳٬۷۳۶        | ۶۲٫۹۱ کیلومترمربع | ۵۹٫۳۹ در کیلومترمربع    |
| ردستون آرسنال، آلاباما     | شهرستان مدیسون، آلاباما    | ۱٬۹۴۶        | ۲۰٫۱۳ کیلومترمربع | ۹۶٫۶۷ در کیلومترمربع    |
| ریل‌تاون، آلاباما           | شهرستان تالاپوسا، آلاباما  | ۷۶۶          | ۱۹٫۶۲ کیلومترمربع | ۳۹٫۰۴ در کیلومترمربع    |
| راک کریک، آلاباما          | شهرستان جفرسون، آلاباما    | ۱٬۴۵۶        | ۷٫۸۱ کیلومترمربع  | ۱۸۶٫۴۳ در کیلومترمربع   |
| راک میلز، آلاباما          | شهرستان راندولف، آلاباما   | ۶۰۰          | ۱۶٫۳۹ کیلومترمربع | ۳۶٫۶۱ در کیلومترمربع    |
| راکویل، آلاباما            | شهرستان کلارک، آلاباما     | ۴۳           | ۷٫۲۷ کیلومترمربع  | ۵٫۹۱ در کیلومترمربع     |
| سینت استفانز، آلاباما      | شهرستان واشینگتن، آلاباما  | ۴۹۵          | ۲۵٫۶۵ کیلومترمربع | ۱۹٫۳ در کیلومترمربع     |
| ساکس، آلاباما              | شهرستان کلهون، آلاباما     | ۱۰٬۷۴۴       | ۳۱٫۵۷ کیلومترمربع | ۳۴۰٫۳۲ در کیلومترمربع   |
| سلمونت-وست سلمونت، آلاباما | شهرستان دالاس، آلاباما     | ۲٬۶۷۱        | ۸٫۵۹ کیلومترمربع  | ۳۱۰٫۹۴ در کیلومترمربع   |
| شلبی، آلاباما              | شهرستان شلبی، آلاباما      | ۱٬۰۴۴        | ۴۹٫۱۸ کیلومترمربع | ۲۱٫۲۳ در کیلومترمربع    |
| شاول کریک، آلاباما         | شهرستان شلبی، آلاباما      | ۱٬۴۰۰        | ۱۳٫۷۳ کیلومترمربع | ۱۰۱٫۹۷ در کیلومترمربع   |
| سیمز چپل، آلاباما          | شهرستان واشینگتن، آلاباما  | ۱۵۳          | ۱۴٫۸۵ کیلومترمربع | ۱۰٫۳ در کیلومترمربع     |
| اسموک رایز، آلاباما        | شهرستان بلاونت، آلاباما    | ۱٬۸۲۵        | ۱۶٫۷۳ کیلومترمربع | ۱۰۹٫۰۹ در کیلومترمربع   |
| اسپرینگ گاردن، آلاباما     | شهرستان چروکی، آلاباما     | ۲۳۸          | ۵٫۸۷ کیلومترمربع  | ۴۰٫۵۵ در کیلومترمربع    |
| اسپروس پاین، آلاباما       | شهرستان فرانکلین، آلاباما  | ۲۲۲          | ۲٫۴۱ کیلومترمربع  | ۹۲٫۱۲ در کیلومترمربع    |
| استندینگ راک، آلاباما      | شهرستان چمبرز، آلاباما     | ۱۶۸          | ۸٫۳۱ کیلومترمربع  | ۲۰٫۲۲ در کیلومترمربع    |
| استرت، آلاباما             | شهرستان شلبی، آلاباما      | ۷۱۲          | ۶۱٫۰۶ کیلومترمربع | ۱۱٫۶۶ در کیلومترمربع    |
| استوآرتویل، آلاباما        | شهرستان کائوسا، آلاباما    | ۱٬۷۶۷        | ۶۲٫۸۶ کیلومترمربع | ۲۸٫۱۱ در کیلومترمربع    |
| تئودور، آلاباما            | شهرستان موبایل، آلاباما    | ۶٬۱۳۰        | ۲۰٫۷۱ کیلومترمربع | ۲۹۵٫۹۹ در کیلومترمربع   |
| تیبی، آلاباما              | شهرستان واشینگتن، آلاباما  | ۴۱           | ۴٫۵۸ کیلومترمربع  | ۸٫۹۵ در کیلومترمربع     |
| تیدمور بند، آلاباما        | شهرستان اتوا، آلاباما      | ۱٬۲۴۵        | ۲۴٫۹۵ کیلومترمربع | ۴۹٫۹ در کیلومترمربع     |
| تیل‌منز کورنر، آلاباما      | شهرستان موبایل، آلاباما    | ۱۷٬۳۹۸       | ۳۳٫۶۹ کیلومترمربع | ۵۱۶٫۴۱ در کیلومترمربع   |
| آندروود-پیترزویل، آلاباما  | شهرستان لودردیل، آلاباما   | ۳٬۲۴۷        | ۱۵٫۲۲ کیلومترمربع | ۲۱۳٫۳۴ در کیلومترمربع   |
| اوریاه، آلاباما            | شهرستان مونرو، آلاباما     | ۲۹۴          | ۴٫۱۶ کیلومترمربع  | ۷۰٫۶۷ در کیلومترمربع    |
| وندایور، آلاباما           | شهرستان شلبی، آلاباما      | ۱٬۱۳۵        | ۵۴٫۴۱ کیلومترمربع | ۲۰٫۸۶ در کیلومترمربع    |
| وینگر بند، آلاباما         | شهرستان واشینگتن، آلاباما  | ۱۹۲          | ۲۴٫۵۳ کیلومترمربع | ۷٫۸۳ در کیلومترمربع     |
| ویوگافکا، آلاباما          | شهرستان کائوسا، آلاباما    | ۲۸۲          | ۲۱٫۵۶ کیلومترمربع | ۱۳٫۰۸ در کیلومترمربع    |
| وست اند-کاب تاون، آلاباما  | شهرستان کلهون، آلاباما     | ۳٬۴۶۵        | ۱۰٫۷۵ کیلومترمربع | ۳۲۲٫۳۳ در کیلومترمربع   |
| واتلی، آلاباما             | شهرستان کلارک، آلاباما     | ۱۵۰          | ۳٫۳۴ کیلومترمربع  | ۴۴٫۹۱ در کیلومترمربع    |
| وایت پلینز، آلاباما        | شهرستان کلهون، آلاباما     | ۸۱۱          | ۳۳٫۴۲ کیلومترمربع | ۲۴٫۲۷ در کیلومترمربع    |
| وایتس‌برا، آلاباما          | شهرستان اتوا، آلاباما      | ۲٬۱۳۸        | ۴۵٫۳۴ کیلومترمربع | ۴۷٫۱۵ در کیلومترمربع    |